# المنهج الفينومينولوجي عند هوسرل
يُعرِّف هوسرل الفينومينولوجيا بأنها العلم الذي يدرس خبرة الوعي، خبرته بالأشياء، وخبرته بذاته. وهذا هو ما يفتح أمامنا مجالاً للمقارنة بين كانط وهوسرل، إذ هما يشتركان معاً في البحث في المعرفة باعتبارها خبرة للوعي. لم يستخدم كانط مصطلح «الفينومينولوجيا» طوال كتابه «نقد العقل الخالص»، لكن استخدمه في أعمال أخرى مثل «المبادئ الميتافيزيقية الأولى للعلم الطبيعي»، وكان يعني بها دراسة الحركة من منظور المراقب، وهو معنى بعيد تماماً عما كان يقصده هوسرل من الفينومينولوجيا. ولم ينظر كانط إلى منهجه على أنه فينومينولوجي بل على أنه ترانسندنتالي، أي يتجاوز الخبرة التجريبية للبحث عن أصل المعرفة انطلاقاً من الشروط القبلية التي تجعلها ممكنة. وهو لم يستخدم كلمة الوعي بكثرة بل كان يستخدم أسماء أخرى مثل الحس والفهم والمخيلة لكن ليصف بها ملكات معرفية للوعي، أو للنفس البشرية بتعبيره. وعلى الرغم من كل هذا فإن تحليلات هوسرل المعرفية تكشف عن قرب كبير من كانط، بل عن وحدة في بعض الغايات.
التركيز في هذا التحليل سوف يكون على عناصر التحليل الفينومينولوجي لدى هوسرل، لا على خطوات أو لحظات المنهج الثلاث المتعارف عليها: تعليق الحكم والبناء والإيضاح. وننطلق في ذلك من قناعة بأن الفينومينولوجيا في حقيقتها ليست منهجاً يسير حسب خطوات، لأنها بذلك تكون أداة بحث وهي ليست كذلك. إنها في الأساس أسلوب في التحليل وطريقة في دراسة الوعي. فالمقارنة بين كانط وهوسرل سوف تركز على أسلوب التحليل المتشابه لديهما وعلى أدوات التحليل ذات المضمون والوظيفة الواحدة على الرغم من اختلاف الأسماء، لا على خطوات منهجية يقوم بها الباحث كما لو كانت إرشادات مرورية أو وصفة لإعداد نوع من المأكولات. إن المنهج بهذه الطريقة ليس إلا مذهباً متنكراً في صورة منهج.

## تعريف الفينومينولوجيا
تتكون كلمة فينومينولوجيا (بالإنجليزية:Phenomenology) من مقطعين Phenomena وتعني الظاهرة، وLogy وتعني الدراسة العلمية لمجال ما، وبذلك يكون معنى الكلمة العلم الذي يدرس الظواهر. والحقيقة أن كل العلوم تدرس ظواهر، فهل معنى ذلك أن كل العلوم فينومينولوجيا؟ لا بالطبع، ذلك لأن المقصود من الظواهر في مصطلح الفينومينولوجيا ليس ظواهر العالم الخارجي، أي الظواهر الطبيعية الفيزيائية – على الرغم من أن هذا المصطلح قد ظهر بهذا المعنى بالفعل لدى البراجماتي الأمريكي شارلز بيرس ولدى الألماني إرنست ماخ، بل المقصود بالظواهر التي تدرسها الفينومينولوجيا ظواهر الوعي، أي ظهور موضوعات وأشياء العالم الخارجي في الوعي، وبذلك تكون الفينومينولوجيا هي دراسة الوعي بالظواهر وطريقة إدراكه لها وكيفية حضور الظواهر في خبرته، أو ما يسمى بالإعطاء (بالإنجليزية:Gegebengeit Givennes)، لكن هناك علم آخر يدرس الوعي بالأشياء وطريقة إدراكه لها وهو علم النفس، فهل تصبح الفينومينولوجيا إذن دراسة سيكولوجية للوعي ولكيفية إدراكه للأشياء؟ لا. لأن سيكولوجيا المعرفة تهتم بالحالات المعرفية باعتبارها حالات ذهنية، وترد هذه الحالات إلى الوظائف العصبية والسلوكية للمخ البشري، أما الفينومينولوجيا فليست مهتمة بما يصاحب عملية المعرفة من حالات ذهنية أو وظائف عضوية ترجع إلى الجهاز العصبي، بل بكيفية إدراك الوعي للموضوع ووصوله إلى معرفة موضوعية ويقينية حوله؛ أي بالاستعدادات المعرفية الموجودة لدى الذات الإنسانية والتي تمكنها من تأسيس معرفة يقينية، وهذه الاستعدادات ليست سيكولوجية، بل مرتبطة بالوعي الخالص قبل أن يتصل بأي خبرة تجريبية.
ومن الواضح أن التعريف السابق للفينومينولوجيا يقربها من دراسة كانط للمعرفة، فهو أيضاً يدرس المعرفة من منطلق كونها ظاهرة في الوعي، ودرس إمكان المعرفة من منطلق الاستعدادات القبلية للوعي كما رأينا في الفصل السابق[بحاجة لدقة أكثر]. هذا التعريف الذي قدمناه للفينومينولوجيا هو أعم وأبسط تعريف، ويتفق عليه كل فلاسفة الفينومينولوجيا على اختلافاتهم وتنوع طرق تطبيقاتهم للمنهج الفينومينولوجي. ومعنى ذلك أن كانط، وعلى الرغم من عدم استخدامه لكلمة «فينومينولوجيا» في كتابه «نقد العقل الخالص»، يتفق في أسلوب دراسته للمعرفة مع التعريف العام للفينومينولوجيا. وكي نكون أكثر دقة نقول إن هذا التعريف العام للفينومينولوجيا هو المتفق مع اتجاه كانط الأساسي في تناول المعرفة. ولا يتوقف الأمر على مجرد اتفاق الاتجاه الفينومينولوجي – عند هوسرل بوجه خاص – مع كانط، بل يصل إلى تقارب كبير في أسلوب التحليل عندهما.
كما يطلق مصطلح «الفينومينولوجيا» على اتجاه في الفلسفة المعاصرة ظهر على يد هوسرل وكانت له جذوره وإرهاصاته لدى فرانز برنتانو وتلميذه كارل شتومبف. ويضم هذا الاتجاه تلاميذ هوسرل المباشرين مثل رومان إنجاردن ولودفيج لاندجريبه ويوجين فنك ومارتن هايدجر، بالإضافة إلى فلاسفة من خارج مدرسة هوسرل مثل جان بول سارتر وموريس ميرلوبونتي وبول ريكور وإمانويل ليفيناس. وقد ظهر مصطلح «الفينومينولوجيا» لأول مرة لدى الفيلسوف والرياضي الألماني يوهان هاينريش لامبرت في كتابه «الأورجانون الجديد» سنة 1764، ولدى كانط نفسه في كتابه «الأسس الميتافيزيقية الأولى للعلم الطبيعي» سنة 1786، وقد وضعه كاسم للعلم الميتافيزيقي الذي يبحث في الحركة من وجهة نظر المراقب الإنساني، ولم يكن يعني به ما نفهمه الآن من المصطلح، على الرغم من أن هذا الكتاب الهام لكانط – والذي يتعرض للتجاهل دائماً من قبل الذين يتناولون نظريته في المعرفة – يحتوي على نظرة مختلفة لميتافيزيقا العلم الطبيعي نستطيع القول بأنها فينومينولوجي. هذا بالإضافة إلى استخدام فشتة للمصطلح بمعنى الدراسة النظرية للعقل، واستخدام هيجل له في كتابه «فينومينولوجيا الروح»(1807) والذي كان يقصد به العلم الذي يدرس ظهور الروح وتجليها التدريجي عبر الأشكال العينية التي تتخذها مثل أشكال الوعي التي تبدأ باليقين الحسي ثم الإدراك الحسي ثم الفهم والعقل، أو تطور الوعي الذاتي الفردي والجمعي معاً عبر التاريخ.
عرَّف هوسرل الفينومينولوجيا على أنها المنهج الدارس لظهور الماهيات في الوعي، ويقصد بالماهيات الحقائق الموضوعية للأشياء طالما كانت متميزة عن طابعها الحسي. كان هوسرل يعترف بوجود الحقائق الموضوعية، والمشكلة الأساسية بالنسبة له كانت في تفسير كيفية الوعي بهذه الحقائق، وكانت الكيفية متمثلة في دراسة ظهورها في الوعي باعتبارها قصديات للوعي، أي مقاصد ماهوية يتوجه إليها. ومن جهة ثانية انشغل هوسرل بكيفية تأسيس الوعي للموضوعية انطلاقاً من هذه القصديات الماهوية، ذلك لأن الموضوعية لديه ليست جاهزة وموجودة في العالم الخارجي يتلقاها الوعي سلبياً عن طريق الحواس، بل يؤسسها الوعي نفسه بما لديه من توجهات قصدية. وبالتالي فقد ظهرت خطوتان للمنهج الفينومينولوجي لديه: الخطوة الأولى تحاول الكشف عن الماهيات المحايثة للوعي وذلك عن طريق عزل الجانب الحسي والموقف الطبيعي للوعي تجاه العالم ودور الإدراك الحسي المتلقي لبيانات الحواس وذلك لإثبات أن الماهيات سابقة في وجودها في الوعي على حواملها المادية، وهي الخطوة المعروفة بـ «الإبوخية» Epoche، أو تعليق الحكم فيما يتعلق بالوجود الفعلي للظواهر للكشف عن وعي خالص قبلي. والخطوة الثانية معروفة بـ «البناء» (بالإنجليزية:Constitution)، وفيها يوضح هوسرل كيفية بناء الوعي للطبيعة المادية والحيوانية والعالم الروحي عن طريق توجهاته القصدية. وقد ظهرت لدى هوسرل في المراحل التالية من تطوره الفكري، خطوة ثالثة وهي المسماة بـ «الإيضاح» (بالإنجليزية:Erklarung/Clarification)، وفيها يوضح كيف تتأسس الخبرة الموضوعية بالأشياء عن طريق الماهيات القصدية.
وتبدو فينومينولوجيا هوسرل حسب هذا التوصيف بعيدة عن نظرية كانط في المعرفة، إلا أنها في حقيقتها ذات صلة وثيقة بها. ذلك لأن الخطوة الأولى وهي الإبوخية تهدف الوصول إلى المجال القبلي للمعرفة للكشف عن الماهيات وذلك بعزل مجال الوقائع المادية، وهو نفس المجال القبلي الذي كان كانط يشتغل عليه ويسميه بالقبلي في أحيان وبالترانسندنتالي في أحيان أخرى. أما الخطوة الثانية وهي البناء فتكشف عن كيفية بناء الوعي للماهيات وهي ما يناظر بحث كانط في الأفعال القبلية التي يتوصل بها الوعي إلى المقولات، والمقولات في حد ذاتها ليست سوى نوع من الماهيات. وأما الخطوة الثالثة وهي الإيضاح فتكشف عن كيفية تأسيس الوعي للخبرة الموضوعية بالأشياء وانقسام هذه الخبرة إلى أشكال العلوم المختلفة، وهذا ما يناظر بحث كانط في دور المبادئ التركيبية القبلية لملكة الفهم في تأسيس الخبرة. هناك إذن تقارب شديد بين هوسرل وكانط في مضمون البناء العام لنظرتيهما، على الرغم من الاختلاف في الشكل والأسماء. ولا يقف الأمر عند مجرد البناء العام بل يصل إلى أسلوب التحليل.

## بداية ظهور الفينومينولوجيا في مؤلفات هوسرل
كان أول كتاب ينشره هوسرل بعنوان «فلسفة علم الحساب: أبحاث سيكولوجية ومنطقية» سنة 1891م. ولم يكن المنهج الفينومينولوجي قد ظهر بعد في هذا الكتاب، إذ كان هوسرل يمارس فيه تحليلاً سيكولوجياً لمفهوم العدد وللمفاهيم المرتبطة به مثل المجموع (بالإنجليزية:Sum) والفئة (بالإنجليزية:Set)، أي يرد تلك المفاهيم إلى الأفعال الذهنية. وكان هوسرل في ذلك واقعاً تحت تأثير النزعة السيكولوجية في المنطق ومتأثراً بالكانطية الجديدة وخاصة اتجاهها النفسي الذي ظهر لدى هرمان لوتزه. رد هوسرل في هذه الدراسة مبادئ علم الحساب إلى المنطق متأثراً في ذلك بفريجة، ثم حاول تجاوز فريجة برده المنطق نفسه ومعه مبادئ الحساب إلى القوانين السيكولوجية للتفكير.
وبعد أبحاثه في الحساب والمنطق تخلى عن اتجاهه السيكولوجي السابق تحت تأثير النقد اللاذع الذي وجهه له فريجة ورأى أن قوانين الحساب والمنطق لا ترجع إلى الحالات الذهنية السيكولوجية بل إلى أفعال قبلية لوعي معرفي، وميز هذا الوعي المعرفي عن الوعي السيكولوجي، وهذا ما اتضح في كتابه التالي «أبحاث منطقية» والصادر في جزئين في عامي 1900، و1901 على التوالي. ونشهد في هذا الكتاب تحول هوسرل من البحث في سيكولوجية المعرفة إلى البحث في فينومينولوجيا المعرفة التي تختلف عن الاتجاه النفسي في رد المعرفة إلى أفعال معرفية من قبل وعي خالص.
يتكون الكتاب من مقدمة في المنطق الخالص، وستة أبحاث: 1- التعبير والمعنى، 2- الوحدة المثالية للأنواع والنظريات الحديثة حول التجريد، 3- نظرية الكل والأجزاء، 4- التمييز بين المعاني المستقلة وغير المستقلة وفكرة النحو الخالص، 5- الخبرات القصدية ومضامينها، 6- عناصر للبحث الفينومينولوجي في المعرفة.
تهدف «المقدمة في المنطق الخالص» التخلص من النزعة السيكولوجية في المنطق عن طريق رده إلى قوانين قبلية في الفكر لا إلى قوانين سيكولوجية وسلوكية. ويثبت فيها هوسرل أن أساس جميع العلوم واحد، ويسميه نظرية العلم (بالإنجليزية:Wissenschaftslehre)، ونظرية العلم هي نفسها المنطق الخالص، باعتباره منطقاً يبحث عن المبادئ العامة للفكر في الاستعدادات المعرفية للوعي. وينظر هوسرل إلى هذا المنطق الخالص على أنه نسق لكل القوانين والنظريات التي تعتمد عليها العلوم الأخرى والتي تتأسس في المقولات العاملة في هذه العلوم. فبينما تعمل العلوم المختلفة بمجموعة من المبادئ تصادر عليها وتتخذها باعتبارها واضحة بذاتها، فإن المنطق الخالص يبحث في هذا الوضوح الذاتي ويرده إلى قوانين كلية للوعي. كما أن المقولات العاملة في العلوم الخاصة هي ما يضفي المعنى على أي موضوع تتناوله، ومعنى هذا أن إشكالية المعنى بحاجة إلى توضيح بما أن المقولات التي تعتمد عليها لا تجد تبريراً كافياً لها في تلك العلوم. ولا يمكن رد المقولات إلى القوانين السيكولوجية للتفكير، لأنها بهذه الطريقة لن تكون متمتعة بالصحة الكلية والموضوعية، لأن القوانين السيكولوجية ليست إلا حالات ذهنية عامة ولا يمكن أن تكون مصدراً للموضوعية ولا للكلية نظراً لاعتمادها على النسق السلوكي للوعي التجريبي. الحاجة إذن تستدعي بحثاً من نوع جديد وهو البحث الفينومينولوجي.
ويوضح المبحث الأول «التعبير والمعنى» أن التفكير النظري يسير حسب عملية وضع للأحكام – في اتفاق تام مع كانطعلى الرغم من عدم اعتراف هوسرل بذلك – والأحكام تلحق المعنى بموضوعاتها، وهذا المعنى هو التصور أو المقولة، وهو ذو طابع مثالي، أي أنه فكري خالص يعبر عن فهم الذات وقصديتها نحو موضوعها. والمعنى أيضاً هو الطريقة التي ترتبط بها الذات بموضوعاتها. التصورات أو المقولات إذن هي الوسائل التي تقع بين الذات وموضوعاتها، وهي ذات طبيعة مثالية، أي فكرية وقبلية ولا يرجع مصدرها إلى التجربة. ومن الواضح كيف يتشابه مدخل هوسرل للمعرفة في هذا المبحث الأول مع بداية كانط في تعامله مع المعرفة من منطلق الأحكام، والنظر إلى المقولات التي تترتب على أساسها الأحكام على أنها هي كل صور المعرفة الممكنة، وإلى المقولات على أنها قبليات في ملكة الفهم لا ترجع إلى التجربة.
ويثبت هوسرل في المبحث الثاني «الوحدة المثالية للأنواع» أن التفكير النظري غير ممكن إلا إذا كان متضمناً حكماً يدرج الأفراد في أنواع، وهذه الأنواع كليات، والكليات لا يرجع مصدرها إلى الخبرة التجريبية بل إن لها واقعية ووجود مستقل عن الجزئيات، وهذا الوجود المستقل هو وجود قبلي. ودليل هوسرل على ذلك أن الحكم «يكتشف» الكلى المتضمن في الجزئي ولا يبحث عنه باستقراء. ثم يتوصل هوسرل إلى أن الكليات المتعددة تنتمي إلى شئ أعلى وأشمل منها وهو فكرة الكلي في ذاته.
ويوضح المبحث الثالث «نظرية الكل والأجزاء» أن العلاقة بين الكل والأجزاء هي علاقة تضمن واحتواء، ثم ينظر إليها على أنها علاقة المضمون بالشكل الذي يحتويه؛ ويعالج الشكل على أنه قبلي غير خاضع للخبرة التجريبية، وعلى أنه القصد الذي يتوجه إليه الوعي في إدراكه للمضمون. وهذا ما يمكن هوسرل من معالجة الأجزاء باعتبارها معانٍ معتمدة في وجودها على الكل الذي يحتويها، متجنباً بذلك إلحاق وجود مستقل للأجزاء وإضفاء واقعية وحقيقة عليها تفوقان واقعية وحقيقة الكل، ومتجنباً أيضاً النزعات الإسمية والتجريبية وخاصة نظريات لوك وهيوم وهامبولت.
ويميز هوسرل في المبحث الرابع بين «المعاني المستقلة وغير المستقلة»، ويؤسس هذا التمييز على التمييز بين المقولة التي هي معنى مستقل، وشبه المقولة (بالإنلجيزية:Proto-Category) التي هي معنى غير مستقل نظراً لاعتمادها الجزئي على الأفراد. والمثال على المقولة هو الموضوع (Object)، أما شبه المقولة فهي «الجسم»، فكل جسم موضوع لكن ليس كل موضوع جسماً. ويهدف هوسرل من هذا المبحث مزيداً من التأكيد على مثالية المقولات، أو قبليتها بالمعنى الكانطي، وهو يوضح أن تعدد أشباه المقولات لا يدل على تعدد المقولات، لأن أشباه المقولات لا تزال مرتبطة بالصفات الحسية للأشياء، وتعدد الصفات الحسية وتعقدها لا يدل على تعدد وتعقد المقولات، ذلك لأنها تبقى كليات بسيطة إليها ترد أشباه المقولات. ويعد هذا المبحث هو أكثر مباحث كتابه اقتراباً من الأفلاطونية التي اتهمه بها الكثيرون.
والمبحث الخامس «الخبرات القصدية ومضامينها» يثبت فيه هوسرل أن المعنى عبارة عن قصد للذات نحو موضوعها ونوع من التوجه الفاعل النشط، وأن المقولة نمط من الفعل المعرفي للذات. ويميز هوسرل في هذا المبحث بين الوعي باعتباره نشاطاً سيكولوجياً والوعي باعتباره حساً داخلياً، أي شعوراً بالذات ووعياً بالأفعال المعرفية التي تقوم بها، وأخيراً الوعي باعتباره وحدة فينومينولوجية للخبرات القصدية والذي سوف يسميه بعد ذلك «الأنا الترانسندنتالي» في «الأفكار» و«تأملات ديكارتية»، أي الوعي باعتباره قوام العمليات المعرفية والحامل الأساسي لها باعتبارها أحوالاً وأفعالاً له. ومن الواضح ارتباط هذا المبحث أيضاً بنظرية كانط في المعرفة وخاصة باستنباطه الترانسندنتالي للمقولات وإرجاعها إلى وحدة الإدراك الداخلي للوعي أو الوعي الذاتي.
والمبحث السادس «عناصر للبحث الفينومينولوجي في المعرفة» يميز فيه هوسرل بين الحدس الحسي، أي الإدراك الحسي المباشر للأشياء، وحدس الموضوعات المتخيلة ومنها أفعال المخيلة مثل التذكر والاستبقاء (بالإنجليزية:Retention) أي الاحتفاظ بالإدراكات السابقة في الذاكرة أثناء تلقي إدراكات جديدة، والتجميع (بالإنجليزية:Recollection) أي تجميع خبرات حسية سابقة، وأخيراً الحدس المقولي (بالإنجليزية:Categorical Intuition) أي الحدس باعتباره إدراكاً مباشراً للمقولي المتضمن في المحسوسات، أو للكلي المتضمن في الجزئيات بصورة مباشرة غير معتمدة على التعميم من الاستقراء. كذلك يميز هوسرل بين قصدية الوعي نحو الجزئي وقصديته نحو الكلي، والقصدية نحو الجزئي تجعل الوعي في نمط الإدراك الحسي، والقصدية نحو الكلي تجعل الوعي في نمط الفهم التصوري. ويختم هوسرل المبحث بالتمييز بين الحس والفهم، مكرراً بذلك نفس التمييز الكانطي لكن ناظراً إليهما على أنهما فعلين لوعي واحد لا ملكتين كما الحال عند كانط. ونكتشف في هذا المبحث كيف أن هوسرل أعاد اكتشاف المخيلة وأفعالها باعتبارها عنصراً أساسياً في عملية المعرفة والتي سبق لكانط أن وضع يده عليها لكن تم نسيانها من جراء تأثير تيار الكانطية الجديدة.
والحقيقة أن هذه المباحث الستة كانت أول تطبيق للمنهج الفينومينولوجي عند هوسرل، إذ شهدت الفينومينولجيا باعتبارها طريقة وأسلوباً في تحليل قضايا المعرفة. لكن لم يضع هوسرل للمنهج الفينومينولوجي قواعد وخطوات إلا مع كتاب «الأفكار» (بالألمانية:Ideen) سنة 1913. وكتاب «الأفكار» ليس إلا مقدمة للفينومينولوجيا، وأغلبه عرض للخطوة الأولى في المنهج وهي «الإبوخية» أو تعليق الحكم، ولا يحتوي على تحليلات فينومينولوجية مفصلة مثل التي تحتويها «أبحاث منطقية»، إذ كان هذا الأخير هو الأساس الذي بنى عليه هوسرل تحليلاته للوعي المعرفي فيما يخص الزمان الداخلي وإدراك الشئ والمكان والتي ظهرت في محاضراته في الفترة من 1901 إلى 1909. 

## عناصر التحليل الفينومينولوجي عند هوسرل
إن المهم في العرض التالي لعناصر التحليل الفينومينولوجي الكشف عن المفاهيم الأساسية التي استخدمها في التحليل، لا عرض المنهج الفينومينولوجي وفق خطواته المعروفة: تعليق الحكم والبناء والإيضاح، لأن عناصر التحليل هي ما سوف نبحث عن توازيات لها في الفصل الخامس عند كانط، ولأن خطوات المنهج الثلاث ليست إلا تنظيراً من وجهة نظر هوسرل لأسلوب التحليل الفينومينولوجي. كانط لم يكن يعرف الفينومينولوجيا باعتبارها منهجاً ذا خطوات بل كان يمارس تحليلاً أطلق عليه «ترانسندنتالي»، وما نحاول توضيحه هو القرابة الكبيرة بين التحليل الترانسندنتالي الكانطي والتحليل الفينومينولوجي الهوسرلي.

### التمييز بين السيكولوجي والفينومينولوجي
ألا يعني البحث في أفعال الوعي المؤسسة للمعرفة بحثاً سيكولوجياً في المعرفة؟ لقد فهم هوسرل هذه النوعية من البحث على أنها سيكولوجيا معرفية بالفعل في أولى مؤلفاته «فلسفة علم الحساب» (1891)، ويظهر هذا في العنوان الفرعي الذي وضعه للكتاب: «أبحاث سيكولوجية ومنطقية»؛ وفيه يرد مفاهيم علم الحساب إلى الأفعال الذهنية التي تولد هذه المفاهيم، إذ يرد مفهوم الكثرة (بالإنجليزية:Multiplicity) الذي هو أساس مفهوم العدد إلى فعل الدمج الجمعي (بالإنجليزية:Collective Combination)، ويرد مفهوم الفئة (Set) إلى الوعي بالكل والأجزاء. لكن سرعان ما غير هوسرل موقفه ذاك مع «أبحاث منطقية» وفهم البحث في أفعال الوعي على أنه فينومينولوجيا للمعرفة، ذلك البحث الذي يستند على مفهوم القصدية؛ ذلك لأن الوعي بالمعنى الفينومينولوجي هو الذي يتضمن القصدية، بمعنى احتوائه على إدراك قبلي للماهية من جهة توجه أصلي نحوها، وكونه ممتلكاً الموضوعية باعتبارها محايثة له، وهذا ما لا يتوافر للوعي السيكولوجي. كما تطلب منه أيضاً التمييز بين الأفعال السيكولوجية للوعي من حيث أنها مصاحبة للمعرفة لكونها سلوكاً وظيفياً يستجيب لتلقي الإدراكات الحسية، وبين الأفعال الفينومينولوجية أو القصدية للوعي والتي ليست مجرد مصاحبة للمعرفة سلوكياً بل هي التي تؤسس المعرفة قبلياً من حيث هي استعدادات. وقد جاء هوسرل بكل هذه التمييزات في سياق نقده للنزعة السيكولوجية في المنطق والتي ظهرت في المذاهب التجريبية الإنجليزية: لوك وهيوم وجون ستيوارت ميل، وفي الاتجاه النفسي للكانطية الجديدة وخاصة لدى هرمان لوتزة.
والنزعة السيكولوجية في المنطق هي النزعة التي ترد مبادئه وقوانينه إلى الوظائف السيكولوجية للذهن، وتنظر إلى عمليات الاستدلال والحكم على أنها عمليات نفسية وتدرسها من وجهة نظر وظيفية وسلوكية. والنزعة السيكولوجية بذلك تنكر أن يكون للعمليات المنطقية مجالاً مستقلاً عن مجال الحياة النفسية للنوع البشري وجهازه العصبي السلوكي. وبذلك تقف عقبة في طريق البحث في المجال الفينومينولوجي للخبرة، وهو المجال القبلي الذي تتأسس فيه الموضوعية باعتبارها قصدية للوعي. وفي شرحه للنظرية التي ترد المنطق إلى علم النفس يذهب هوسرل إلى أن هذه النظريات تستند على كون الاستدلال والحكم أفعال ذهنية (Mental Acts) تحدث في سياق الاستجابة السلوكية للجهاز العصبي، وبالتالي فهي تنتمي إلى مجال دراسة علم النفس، إذ أن مجاله يضم كل ما ينتمي للذهن من حالات وأفعال.
ويرد هوسل على النظريات السيكولوجية بقوله إنه من الصحيح أن سيكولوجيا المعرفة تتناول أفعال الحكم والاستدلال لكونها أفعالاً ذهنية، إلا أن تناولها لها يختلف عن تناول المنطق؛ فالقوانين التي يبحث فيها علم النفس تختلف عن القوانين المنطقية، ذلك لأن علم النفس يبحث في الصلات التي تربط بين الأفعال الذهنية وبعضها بطريقة سببية بناء على النظام السلوكي للجهاز العصبي؛ أما القانون بالمعنى المنطقي فيختلف عن التفسير السلوكي الذي يسعى إليه علم النفس. فالقانون بالمعنى المنطقي هو تعبير عن محتوى الصدق المتضمن في التصورات والأحكام والاستدلالات، وهو يبحث عما يجب أن يكون عليه التفكير كي يكون منطقياً؛ ومن هنا يأتي طابعه المعياري، ذلك الطابع المختفي تماماً من الدراسة السيكولوجية للتفكير.
كما يذهب هوسرل إلى أن قوانين المنطق تتمتع بصحة مطلقة ونهائية في حين أن قوانين علم النفس تجريبية واحتمالية وتعتمد على التعميم من انتظامات تجريبية، وعلى الربط بين أحداث نفسية باعتبارها أجزاء في منظومة سلوكية. ولا يمكن أن تؤسس قوانين المنطق على مثل هذه الأسس. كما أن القوانين السيكولوجية المستخرجة من تعميمات لا تتمتع إلا بصحة احتمالية وشرطية، في حين أن قوانين المنطق قبلية. صحيح أن استدلالات المنطق تعتمد على عمليات ذهنية، لكن لا يعني ذلك رد قوانين المنطق واستدلالاته إلى علم النفس، ذلك لأن هوسرل يميز بين السياق السلوكي الذهني الذي يحدث فيه فعل منطقي معين، وبين محتوى الصدق الذي يتضمنه هذا الفعل المنطقي والذي يرجع إلى فعل خالص للوعي.
كما يميز هوسرل بين السياق السيكولوجي الذي يمكن أن تظهر فيه قوانين المنطق وتحدث فيه الاستدلالات المنطقية، وبين التبرير القبلي لهذه القوانين. وفي ذلك يقول:
لا شك أن معرفتنا بالقوانين المنطقية باعتبارها أفعالاً ذهنية تفترض خبرة الأفراد، ولا شك أن لها أساساً في الحدس العيني. لكن يجب ألا نخلط بين الفروض السيكولوجية لمعرفة قانون ما وبين الفروض المنطقية والأسس والمقدمات الضرورية لقانون ما؛ كما يجب ألا نخلط بين الاعتماد السيكولوجي والتبرير المنطقي.. كل المعرفة تبدأ مع الخبرة لكنها لا تنشأ عنها.
ونلاحظ أن العبارة الأخيرة «كل المعرفة تبدأ من الخبرة لكنها لا تنشأ عنها» هي ترديد حرفي لنفس العبارة الواردة في مقدمة «نقد العقل الخالص» لكانط (B1-2). ويقصد هوسرل بذلك، ومن قبله كانط أيضاً، أن الخبرة مرتبطة بالفعل بالتجربة بتعبير كانط، أو بالسياق السيكولوجي لظهورها بتعبير هوسرل، لكن لا يعني ذلك أنها تنشأ بالكامل عن التجربة أو عن السياق السيكولوجي، ذلك لأن لها أصلاً قبلياً. إن الترديد الحرفي من قبل هوسرل لعبارة كانط يجعلنا نكتشف التشابهات العميقة بينهما ونضع أيدينا على اتفاق عام بين فينومينولوجيا هوسرل والإبستيمولوجيا الكانطية.
ومن بين المذاهب التي نقدها هوسرل لوقوعها في النزعة السيكولوجية التجريبية الإنجليزية وخاصة فلسفتا لوك وهيوم. وتمثلت النزعة السيكولوجية لديهما في رد المعرفة إلى التجربة، وخاصة إلى انطباعات الحواس، وفي معاملة كل ما يدركه العقل على أنه نتيجة انطباعات حسية، وبذلك فسرا المعرفة تفسيراً سيكولوجياً. كما نظرا إلى الفكرة على أنها ذات أصل انطباعي وتجريد من قبل الذهن لهذه الانطباعات. كما ذهب هوسرل إلى أن لوك قد خلط بين عملية التمثيل والموضوع المُمَثل، بحيث أن عملية التمثيل لدى لوك تكون حسية وانطباعية مثل الموضوع الحسي المنطبع بالضبط. ويؤكد هوسرل، على العكس، أن عملية الإدراك الحسي لا يلزم عنها ضرورة أن يكون الموضوع مدركاً حسياً. فمن الممكن أن يكون هناك شئ موضوع للإدراك الحسي إلا أن حقيقته لا تكون في الإدراك الحسي بل فيما يشترك فيه من كليات مع موضوعات أخرى غيره، وبذلك تكون حقيقة الإدراك الحسي في الكلي الذي يتضمنه لا في الفردي أو الجزئي الحاضر أمامه. ذهب لوك إلى أنه طالما ظهر الموضوع في إدراك حسي فمعنى ذلك أنه موضوع مدرك حسياً ولا شئ أكثر من ذلك؛ وهنا ينقده هوسرل ويقول إن حضور الموضوع في إدراك حسي لا يجعل حقيقته حسية أو تجريبية، لأن الكلي والمقولي والنوعي حاضر في الإدراك الحسي الجزئي لكنه لا ينتمي إلى التجربة بل هو ذو طبيعة قبلية. ويدلل هوسرل على صحة نقده بقوله: «نتكلم أحياناً عن اللون والخشونة والشكل قاصدين صفات موضوعية (كلية)، وأحياناً أخرى قاصدين الإحساسات». لم يميز لوك بين هذين المعنيين للون: اللون كإحساس واللون كصفة موضوعية كلية، وذلك لأنه ينظر إلى الصفات الكلية على أنها تجريد في الذهن فقط، أي على أنها كيانات سيكولوجية أو تعبيرات لغوية وليس لها وجود مستقل، أي وجود قبلي بالمعنى الذي يقصده هوسرل، وهو في حقيقته القبلي بنفس المعنى الذي يقصده كانط.
ويطلق هوسرل على نظرية لوك وهيوم في المجردات «إحالة سيكولوجية للكليات»، ويقصد بذلك أن لوك نظر إلى الكليات على أنها كيانات ذهنية داخل العقل وليس لها حقيقة مستقلة عن التجربة. إذ يذهب لوك إلى أن المجردات موجودة بفضل قدرة العقل على التجريد، أي التعميم من الجزئيات وإدراك المشترك بينها وتسميته. الكليات وفقاً للوك وهيوم هي مجرد أسماء أو تعبيرات لغوية، وبذلك عرف مذهبيهما بالإسمي (بالإنجليزية:Nominalism). أما هوسرل فيذهب إلى أن للكليات وجوداً مستقلاً من نوع خاص، وحجته في ذلك أنها موضوعات للإشارة والدلالة، أي موضوعات يقصد إليها الوعي كما يقصد إلى الجزئيات تماماً.
كما يهاجم هوسرل النزعة السيكولوجية التي ظهرت في المذاهب المعاصرة له من منطلق أنها جميعاً متأثرة بهيوم، سواء نظرية جون ستيورات ميل أو إرنست ماخ؛ هذا بالإضافة إلى أن النزعة الوضعية في تفسير منهج العلوم الطبيعية وخاصة لدى ماخ هي ذاتها نزعة سيكولوجية، لأنها ترد الموضوعات الفيزيائية إلى إحساسات أو بيانات الحواس. ويذهب هوسرل إلى أن هذه الاتجاهات لم تستطع أن تتجاوز الإطار السيكولوجي نحو المجال الفينومينولوجي الترانسندنتالي، ولم تستطع أن تدرك أن الموضوع ليس مجرد إحساسات بل هو يتضمن كذلك الكليات والقبليات التي لا ترجع إلى الخبرة التجريبية. ويرجع السبب الرئيسي في ذلك إلى أن تلك الاتجاهات لم تميز بدقة بين السياق السيكولوجي لظهور الخبرة وأساسها القبلي المتمثل في استعدادات معرفية لدى الذات. ونلاحظ هنا كيف أن ذلك الأساس القبلي الذي ينظر إليه هوسرل على أنه هو المجال الفينومينولوجي هو نفسه الأساس القبلي الترانسندنتالي عند كانط.
ويحذر هوسرل من مثالية زائفة يمكن أن تؤدي إليها النزعة السيكولوجية، وهي مثالية تظهر لدى بيركلي والماديين الفرنسيين في القرن الثامن عشر؛ إذ ترد هذه المثالية الكليات إلى الذات، لكن لا الذات المعرفية بل الذات السيكولوجية. ويدعو هوسرل إلى مثالية أخرى فينومينولوجية لا ترد الكليات إلى وعي سيكولوجي بل إلى وعي فينومينولوجي قبلي، وعي يدرك الكلي في حدس مباشر. ومعنى هذا أن المثالية التي يدعو إليها هوسرل هي المثالية الترانسندنتالية الكانطية بعينها، إذ يستخدم نفس المصطلح الكانطي لتحديدها.
وتتمثل النظرة العامة لهوسرل إلى النزعة السيكولوجية وفلسفتي لوك وهيوم في أنها تعبير عن نزعة نسبية شكية (بالإنجليزية:Skeptical Relativism)، وتتمثل في الشك في إمكانية تأسيس أي نظرية متعلقة بالمعرفة على أسس من اليقين الذاتي، أي الشك في إمكانية حدوث ارتباط أصيل، منطقي وترانسندنتالي، بين الذات العارفة وموضوع معرفتها غير الارتباط السلوكي السيكولوجي، والشك في إمكانية العثور على أسس للموضوعية في الذات العارفة، لأن الوعي السيكولوجي لا يمكنه أن يؤسس الموضوعية أبداً، بل هو مجرد سياق تظهر فيه الموضوعية ولا تتأسس قبلياً وعلى نحو ضروري. فالموضوعية وفق النظريات السيكولوجية في المعرفة ما هي إلا صفة تخص الأشياء، بحيث تتمثل المعرفة الموضوعية في التلقي السلبي من قبل الذات؛ أما الموضوعية من وجهة النظر الفينومينولوجية، ومن وجهة النظر القبلية الترانسندنتالية أيضاً، فهي علاقة بين الذات وموضوعات معرفتها، أي الذات وتمثلاتها، وهي ليست موضوعية خارجية تتلقاها الذات في سلبية بل هي موضوعية يؤسسها الوعي الخالص نتيجة أنشطته وأفعاله.

### الإبوخية: تعليق الحكم والرد الفينومينولوجي الترانسندنتالي
كي يتمكن هوسرل من دراسة الوعي المعرفي وكيفية تكوينه للموضوعية كان عليه أن يعزل الجوانب الحسية والتجريبية من المعرفة، أي جانب المضمون المادي ليركز على شكل الفكر الذي هو فعل للوعي. وتطلب ذلك منه أن يتوقف عن البحث في وجود الموضوعات كي يركز على النمط الذي تظهر به الموضوعات في الوعي. وبذلك استبعد الحكم حول وجود الأشياء والعلاقات الموضوعية بينها، وهذا هو معنى تعليق الحكم لديه. وتعليق الحكم هو المعنى المتضمن في مصطلح الإبوخية (بالإنجليزية:Epoche) الذي يعني التوقف أو الانتظار أو السلب. أما الرد (بالإنجليزية:Reduction فيعني رد الموضوع إلى الوعي بهذا الموضوع، أي إلى الأفعال المعرفية التي يأتي بها الموضوع للوعي، وبذلك يكون الرد إلى المجال القبلي الذي يتأسس فيه الموضوع، ولذلك يسميه هوسرل «الرد الفينومينولوجي - الترانسندنتالي»، بمعنى رد الخبرة إلى المجال القبلي الترانسندنتالي الذي ينظر إليه هوسرل على أنه مجال الوعي الخالص. ومن الواضح أن الإبوخية والرد كلاهما يهدف الوصول إلى نفس المجال القبلي الترانسندنتالي الذي انطلق منه كانط.
لم يبدأ هوسرل في استخدام «الإبوخية» في كتاب «الأفكار» (1913) كما يعتقد كثير من الباحثين – على الرغم من أن المصطلح نفسه لم يظهر إلا في هذا الكتاب الذي قدم فيه أفضل تنظير وشرح له – بل إن أول استخدام فعلي له كان في «أبحاث منطقية» (1900)؛ إذ استخدم فيه هوسرل صورة أولية للإبوخية، لكن لم يسميه بنفس الاسم، باعتباره خطوة أولى في التخلي عن كل وجهة نظر سابقة وتنحية لكل الفلسفات والمذاهب في البحث في المعرفة، بالإضافة إلى أن هوسرل يمارس إبوخية على المعنى السيكولوجي للوعي سعياً وراء المعنى الفينومينولوجي الخالص.
وبعد «أبحاث منطقية» تظهر الإبوخية في محاضرات «فينومينولوجيا الوعي بالزمان الداخلي» سنة 1905، وفيها يمارس هوسرل الإبوخية على الزمان الفيزيائي للوصول إلى الزمان الداخلي، بمعنى الترتيب الزماني لحالات الإدراك المختلفة وتعاقبها، ودور الزمان في تحديد الوعي بالسببية والجوهر (). وهنا نلاحظ كيف يقترب هوسرل من المعنى الكانطي للزمان باعتباره القوام الداخلي لكل العمليات المعرفية. وفي محاضرة «فكرة الفينومينولوجيا» سنة 1907 يوسع هوسرل من مجالات الإبوخية حتى يشمل العالم الطبيعي وإشكالية وجوده كي يتم التركيز على وجود الذات العارفة. وفي هذه المحاضرة يقارن هوسرل بين استخدامه للإبوخية والشك الديكارتي ويعترف بأوجه شبه عديدة حتى أنه نظر للإبوخية على أنه استئناف للشك المنهجي عند ديكارت لكن بطريقة راديكالية، ذلك لأن ديكارت لم يتوصل بعد الشك إلا إلى مجرد وجود الأنا أفكر، أما هوسرل فيتوصل بعد الإبوخية إلى الدور المعرفي للذات الترانسندنتالية باعتبارها الشرط الأول للموضوعية والمعنى.
وفي «الأفكار» (1913) يجعل هوسرل الإبوخية بداية المنهج والخطوة الأولى في التحليل الفينومينولوجي، وهو يعد من الموضوعات الأساسية في الكتاب. ويصف فيه الإبوخية على أنه «وضع بين قوسين»، أي عزل وتنحية كل ما له علاقة بالخبرة التجريبية والعالم الطبيعي. والإبوخية في «الأفكار» يتسع ويتضخم إلى أقصى حد ممكن؛ يقول هوسرل
| المنهج الفينومينولوجي عند هوسرل | نضع بين قوسين (كل ما يتعلق بماهية الموقف الطبيعي) بالنظر إلى طبيعة الوجود: أي هذا العالم الطبيعي كله والذي هو حاضر أمامنا وفي متناول أيادينا.. والذي سيبقى للأبد عالماً من الوقائع.. وهكذا أعزل كل العلوم التي تتعلق بهذا العالم الطبيعي.. ولا أستخدم أيا من معاييرها ولا أية قضية من قضاياها في نسقي.. أو باعتبارها أساساً لي | المنهج الفينومينولوجي عند هوسرل |

ويُلاحظ هنا أن هوسرل لا يضع الوعي الطبيعي بين القوسين وحسب، بل كذلك العلوم الطبيعية التي تستند على هذا الموقف. وعزل العلوم الطبيعية ضروري لدى هوسرل، لأنه يريد البحث في أساس هذه العلوم باعتبار أن مبادئها ظاهرات في الوعي، ذلك لأن العلوم الطبيعية تستند على بديهيات وقبليات، ومهمة الفينومينولوجيا البحث في كيفية امتلاك الذات العارفة لهذه القبليات، وبذلك يكون البحث الفينومينولوجي هو المؤسس لموضوعية العلوم برد هذه الموضوعية إلى أفعال الوعي. ومرة أخرى نجد هوسرل يتفق في الهدف العام من منهجه الفينومينولوجي مع الإبستيمولوجيا الكانطية التي تبحث في الإمكان القبلي للمعرفة.
ويذهب هوسرل إلى أنه لا خوف على موضوعية العالم وحقيقته وغناه العيني من الإبوخية، لأنه ليس تضحية بهذه الأشياء بل مجرد تعليق مؤقت لها. كما يذهب إلى أن العالم الأصلي والحقيقي هو ما يظهر للذات الترانسندنتالية، وهو لا يظهر باعتباره وقائع وأحداث بل باعتباره شيئاً مصنوعاً ومكوناً من قبل الذات. هوسرل إذن منشغل بإشكالية الإعطاء (بالإنجليزية:Gegebenheit/Givenness)، أي كيف يكون العالم معطى للذاتية الترانسندنتالية. وهذا ما دفعه نحو قول الشعار الشهير: “بقدر الرد بقدر الإعطاء”، أي بقدر ما نمارس الإبوخية على الطابع الوقائعي والتجريبي للعالم بقدر ما يظهر لنا طابعه القبلي الفينومينولوجي.
لكن كيف توصل هوسرل إلى وجود الأنا بالإبوخية؟ بعد أن يضع هوسرل العالم والموقف الطبيعي بين قوسين يذهب إلى أن الوعي الخالص يظل هو المتبقي من هذه العملية، هو الراسب الفينومينولوجي (بالإنجليزية:Phenomenological Residuum)، وبذلك يتوصل إلى مجال جديد للبحث الفينومينولوجي. هوسرل إذن يؤسس مجال البحث الفينومينولوجي بشئ متبقٍ، اعتقاداً منه أن هذا الأنا المتبقي بعد الإبوخية هو اللامشروط الذي يمكن أن يبدأ به التفلسف؛ وهو هنا يلعب على ثنائية المشروط واللامشروط لكن دون تصريح، إذ يحاول القول بأن إدراكنا للعالم مشروط بالأنا الخالص، بحيث نستطيع التفكير في هذا الأنا في غياب العالم.
أما الرد الفينومينولوجي - الترانسندنتالي فهو رد الوقائع إلى الماهيات باعتبار أن الوقائع عارضة ولا تتمتع بثبات ووضوح الماهيات وواقعيتها، إذ يحكم هوسرل على الوقائع (Facts) بأنها غير واقعية . ومعياره للواقعية أن يكون الموضوع متمتعاً بالكلية والشمول واللامشروطية، وهذا ما يتوفر للماهيات، لأن الوقائع جزئية ومشروطة دائماً ومن طبيعتها أن تكون ممثلة للكلي، أي الماهوي، ولا يكون وجودها من ذاتها.
والرد الفينومينولوجي يكون إلى العالم قبل العلمي، العالم السابق على التصنيفات العلمية التي تقسمه إلى مجالات فيزيائية وبيولوجية وكيميائية. والعالم قبل العلمي هو عالم الحياة المعاشة، أي العالم الذي تعيشه الذات وتفترضه في وعيها الخالص وهو يعد القبلي الحقيقي عند هوسرل؛ وهو كذلك المجال الذي يظهر فيه الفكر قبل الحملي (بالإنجليزية:Pre-predicative Thought) أي المرحلة الفكرية الأولى التي يُلحق فيها الوعي شيئاً بمقولة. وبفضل ذلك الرد يصل المرء إلى امتلاك الوضع الترانسندنتالي للوجود، أي الوضع الذي يتعرف فيه الوعي على الموضوعات لأول مرة باعتبارها تنتمي لأنماط أنطولوجية معينة.
وهنا يتضح الفرق بين الإبوخية والرد الفينومينولوجي – الترانسندنتالي. الإبوخية يهدف تجاوز العالم الطبيعي، عالم الخبرة الحسية والموقف الطبيعي للوعي، للوصول إلى الوعي الخالص أو الأنا المطلق. وعند الوصول إليه يبدأ هوسرل في دراسة كيفية ظهور العالم في هذا الوعي عن طريق رد الخبرة التجريبية إلى الخبرة القبلية الخالصة. إلا أن ما يجمعهما معاً هو استبعادهما للموقف الطبيعي للوعي. والحقيقة أن هوسرل كان أحياناً ما يستخدم تعبير «الرد الفينومينولوجي»، وأحياناً أخرى «الرد الترانسندنتالي»، وهذا ما أدى إلى صعوبات كثيرة في فهم فكرة الرد لديه، إذ اعتقد الكثيرون أن هناك نوعان من الرد، إلا أنه نوع واحد فقط؛ فالرد فينومينولوجي في طبيعته ومنهجه، وهو ترانسندنتالي أيضاً لأنه يسعى للوصول إلى المستوى الترانسندنتالي، أي المستوى القبلي الذي يتم فيه تكوين الموضوعية عن طريق أفعال الموضعة (بالإنجليزية:Objektivierung/Objectification)، أي أفعال الوعي في تأسيس الموضوعية.
كان أول ظهور لطريقة الرد الفينومينولوجي في «أبحاث منطقية»، وخاصة في المبحث السادس في الفصل المتعلق بالمعنى الفينومينولوجي للوعي. يفصل هوسرل في هذا الفصل بين الوعي بالمعنى السيكولوجي والوعي بالمعنى الفينومينولوجي. حيث يهتم المعنى السيكولوجي للوعي بالمضامين التجريبية للخبرة، ويتناول هذه الخبرة على أنها أحداث (Occurrences) أو حوادث (Events) تشكل في تداخلها وطرق اتصالها المتبادل وحدة الذهن المفرد. أما الوعي بالمعنى الفينومينولوجي فيهتم بتيار الخبرة الخالصة؛ لا الخبرة بمعنى الأحداث الذهنية التي ترجع إلى مثيرات خارجية، بل الخبرة بمعنى وحدة الحياة النفسية الداخلية التي هي حامل أو قوام الأفعال الذهنية ().؛ ذلك لأن الجانب السيكولوجي للوعي يتوقف عند الفعل الذهني ومثيراته، لكن هوسرل يسير خطوة أبعد ويذهب إلى أن الأفعال الذهنية في حاجة إلى حامل تحمل عليه وهو الوعي الخالص. وبذلك يمارس هوسرل رداً فينومينولوجياً للوعي السيكولوجي إلى الوعي الفينومينولوجي.

### التمييز بين فعل الوعي ومضمون الوعي
تعتمد فينومينولوجيا هوسرل على التمييز بين ظهور الموضوعات في الوعي وحضورها المحايث له، وبين الفعل الذي يقوم به الوعي لإحضار الظاهرة فيه. وفي ذلك يبتعد هوسرل عن النظريات التجريبية والعقلية في نفس الوقت. ذهبت النظريات التجريبية إلى أن الموضوع حاضر في العالم الخارجي، وما على الوعي إلا أن يتلقاه سلبياً، وذهبت النظريات العقلية إلى أن العقل لا يدرك الموضوع نفسه، ذلك لأن مهمة إدراكه ملحقة بالحس، أما العقل فهو يدرك الكلي والمجرد من الموضوع. أما هوسرل فقد ذهب إلى أن الموضوع الحسي نفسه حاضر في الوعي لا في الحواس وحسب كما ذهبت التجريبية، كما أن العنصر العقلي أو الكلي والمجرد ليس مجرد أفكار جاهزة في العقل، بل هي نتاج تكوين وتأسيس قبلي من جانب الوعي. ومعنى ذلك أن الوعي يؤسس موضوع الإدراك الحسي ويؤسس العنصر الكلي فيه في نفس الوقت. ويطلق هوسرل على حضور الحسي في الوعي مصطلح «مضمون الوعي» Noema، وهو يستخدمه ليشير إلى أن الحسي حاضر في الوعي لا في الحواس وحسب، ذلك لأن أعضاء الحس لا تفعل شيئاً إلا استقبال انطباعات حسية، أما الموضوع الحسي باعتباره كلاً مترابطاً فهو حاضر للوعي فقط وحضوره هذا نتيجة لأفعال قصدية من قبل الوعي، ويطلق هوسرل على هذه الأفعال مصطلح «فعل الوعي» Noesis.
كما يذهب هوسرل إلى أن كل تعين جديد يظهر في موضوع الإدراك يقابله فعل مختلف للوعي، فإذا أدركنا تغيراً في لون شئ يكون هذا التغير مصاحباً لتغير في فعل الوعي، بل الأحرى القول بأن القدرة على إدراك التغير تعتمد على قدرة الوعي في توجيه ذاته لكل تغير يحدث للظاهرة. كما أن أفعال الوعي تستجيب لنوعية الموضوع المدرك؛ فإذا كان هذا الموضوع شيئاً مادياً كان فعل الوعي متخذاً نمط الإدراك الحسي، وإذا كان الموضوع فكرة مجردة أو نوعاً أو فئة اتخذ الوعي شكل الفهم أو العقل. ومعنى هذا أنه لا توجد في العقل ملكات متمايزة بحيث تختص كل ملكة بفعل معرفي معين كما وجدنا عند كانط، بل إن الإدراك الحسي والفهم والعقل والمخيلة ما هي إلا أنماط مختلفة لوعي واحد، أو أفعال وأحوال متمايزة للوعي نفسه. وتعتمد كل حالة منها على المضمون الذي يدركه الوعي، بحث يصبح الوعي إدراكاً حسياً عندما يكون موضوعه أشياء محسوسة، ويصبح فهمهاً عندما يكون موضوعه كليات ومجردات وقوانين وعلاقات، ويصبح عقلاً عندما يكون واعياً بذاته وبوحدة أفعاله المعرفية. 

### القصدية
إن ظهور الموضوعات في الوعي ليس تلقياً سلبياً لها في من الخارج، ذلك لأن الوعي ليس وعاءً يتم فيه جمع ما تتحصل عليه الحواس. فحضور الموضوع في الوعي يكون نتيجة قصد الوعي إليه. وليست القصدية (بالإنجليزية:Intentionality) هي أن يقصد الوعي إلى الأشياء الخارجية بهدف إدراكها، بل القصدية تكون نحو الموضوع الحال في الوعي بهدف معرفته وإصدار الحكم عليه. ومعنى ذلك أن الحكم ليس وضعاً لشئ خارجي تحت تصور أو مقولة، بل هو توجه قصدي من قبل الوعي نحو الموضوع الحال فيه منذ البداية. ونمط القصدية الذي يتوجه به الوعي نحو مضمونه هو الذي يحدد أشكال الحكم المختلفة؛ وبذلك يكون الحكم كلياً إذا قصد الوعي نحو الكلي في مضمونه، ويكون جزئياً إذا قصد الوعي نحو الجزئي؛ ويكون الحكم حول الكم إذا كان كم الظاهرة هو قصد الوعي، ويكون حول الكيف إذا كان قصد الوعي نحو كيف الظاهرة، ويكون شرطياً إذا كان قصد الوعي نحو علاقة ما بين الظواهر. 
ونلاحظ في فكرة القصدية هذه أنها تنطوي على نظرية جديدة في الحكم تبدو أنها مختلفة تماماً عن نظرية كانط التي أرجعت الأحكام إلى الوظائف القبلية للفهم وإلى مبادئه التركيبية. لكن فكرة القصدية في حقيقتها تتفق تماماً مع نظرية كانط؛ ذلك لأن نمط القصدية الذي ينتج شكل الحكم عند هوسرل 
ما هو إلا اسم آخر للإسكيمات التي على أساسها يتم الدمج بين الحدس الحسي والتصور عند كانط.
ظهرت فكرة القصدية أولاً لدى برنتانو أستاذ هوسرل، إذ استخدمها في سياق تمييزه بين علم النفس التجريبي وعلم النفس الوصفي. ذهب برنتانو إلى أن علم النفس الوصفي لا يدرس الوعي من وجهة نظر عضوية أو سلوكية كما يفعل علم النفس التجريبي، بل يدرسه على أنه وعي قصدي. والقصدية عند برنتانو تعني الإشارة إلى موضوع داخل الوعي، أي مضمون معين داخله، أو موضوعية محايثة (بالإنجليزية:Immanent Objectivity). ويعني ذلك أن الوعي لا يحتوي فقط على أ حداث أو حالات ذاتية سيكولوجية بل يتضمن كذلك موضوعية حقيقية وليست واهمة أو من صنعه هو، لكنها في نفس الوقت تنتمي إليه لأنها تظهر فيه. الموضوعية عند برنتانو إذن هي موضوعية ناتجة عن قصدية الوعي.
أخذ هوسرل عن برنتانو فكرته عن القصدية وتحولت لديه إلى نظرية في الوعي كانت من دعائم الفينومينولوجيا. لكن عدل هوسرل من فكرة برنتانو عن القصدية بحيث تحولت لديه إلى فعل للوعي ينتج به الموضوعية (). فالموضوع الذي يشير إليه الوعي ليس مجرد شئ يقصد إليه الوعي، بل هو من إنتاج الوعي ذاته. وبمعنى أدق ذهب هوسرل إلى أن الأفعال القصدية للوعي هي المنتجة للموضوعية. وهوسرل بذلك اختلف عن برنتانو الذي ذهب إلى أن الوعي لا يقوم بشئ إلا أن يقصد إلى موضوع محايث له؛ أما هوسرل فيذهب إلى أن القصدية لا تعني مجرد قصد الوعي إلى موضوع بل تعني أنها تنتج الموضوع ذاته.
ويبني هوسرل مفهومه عن القصدية على أساس الوعي الذاتي، ويذهب إلى أن الحكم هو وعي بالشئ، والإدراك الحسي هو توجه قصدي نحو الشئ، والوعي بصفة عامة هو وعي بشئ ما وليس هناك وعي فارغ أو بدون مضمون، وليس هذا الشئ خارجياً بل هو الظاهر المحايث للوعي. ومعنى ذلك أن الحكم إذا لم يكن مصاحباً بوعي بفعل الحكم لن يكون حكماً من الأصل، وكذلك الإدراك الحسي، فلو لم يكن مصاحباً بوعي ذاتي بفعل الإدراك فلن يكون إدراكاً. كما تتشابك القصدية عند هوسرل مع قضية المعنى، إذ يذهب إلى أن كل خبرة قصدية لديها معنى تتصل من خلاله بالموضوع". الخبرة القصدية إذن هي خبرة الوعي بالموضوع عن طريق المعنى المقصود من قبل الذات والذي يرتبط مباشرة بالموضوع. وكما يقرب مفهوم القصدية الذات من الموضوع فهو يقرب الموضوع أيضاً من الذات، ويتضح هذا من قول هوسرل إن كل العالم الواقعي الموضوعي عبارة عن تمثل للوعي. تعبر القصدية إذن عن أن الوعي يحمل في ذاته باعتباره "أنا أفكر" (كوجيتو) موضوعه المفكر فيه. ويذهب هوسرل إلى أن القصدية الصريحة هي "كوجيتو" مكتمل. ويعني بذلك أن الذات عندما تكون واعية بدورها القصدي في المعرفة تكون هذه القصدية كوجيتو صريح، أي وعياً ذاتياً بكون الذات مفكرة، أي وعياً بالذات أثناء العملية المعرفية. ومعنى هذا أنه يوجد مستوى آخر من القصدية غير المكتملة تكون فيه الذات غير واعية بأفعالها المعرفية وتعتقد في أن الموضوعية هي في تلقيها السلبي للأشياء من العالم الخارجي، في حين تكون الموضوعية نتيجة لأفعال الوعي التي لا تدركها الذات بالكامل. هذا المستوى غير الواعي أو التلقائي للقصدية لم يؤكد عليه هوسرل بما فيه الكفاية، كما لم يميز بدقة بين قصدية واعية وقصدية غير واعية. لكن تظهر معرفته بقصدية غير واعية من بعض الإشارات المتفرقة في مؤلفاته، مثل قوله:
| المنهج الفينومينولوجي عند هوسرل | إن القصدية الحية تقودني إلى الأمام؛ إنها تحددني عملياً في كل توجهاتي، بما فيها توجه تفكيري الطبيعي... إن القصدية الحية تقوم بكل هذا على الرغم من أنها يمكن أن تكون غير صريحة وغير مكشوفة وبالتالي بعيدة عن انتباهي | المنهج الفينومينولوجي عند هوسرل |

ويهدف هوسرل من كشفه عن القصدية اللاواعية الإمساك بالعمليات الفكرية التي تحدث بتلقائية وآلية بغير وعي من الذات. والفيلسوف الذي يتبنى المنظور الفينومينولوجي عند هوسرل هو وحده الذي يستطيع الإمساك بهذا النشاط التلقائي للذات في العملية المعرفية.

### وصف أفعال الوعي
الفينومينولوجيا عند هوسرل منهج دارس لأفعال الوعي، وهي أفعال قبلية تؤسس موضوعات الخبرة في الوعي. يقول هوسرل «يمكن للوعي أن يُكتشف منهجياً بطريقة تمكِّن المرء من رؤيته وهو يعمل، حيث يلحق المعنى.. بالوجود.. ويمكن للمرء أن يرى أن ما هو حاضر في متناول اليد قد تشكل مسبقاً.. من خلال أداء سابق للوعي». أي أن الموضوع نتيجة فعل موضعة (بالإنجليزية:Objektivierung / Objectification) من قبل الوعي. ومن بين أفعال الوعي التي يدرسها هوسرل الاستبقاء (Retention)، أي القدرة على الاحتفاظ بإدراكات حسية سابقة في أزمنة مختلفة لإدراك موضوع واحد مثل لحن موسيقى أو الأبعاد والزوايا المختلفة لشكل مجسم. ومن الواضح أن ما أطلق عليه هوسرل الاستبقاء قد ظهر في نظرية كانط وخاصة في استنباط الطبعة الأولى باعتباره فعلاً للوعي يقوم عن طريقه بـ «تركيب إعادة إنتاج الموضوع في المخيلة»، ولهذا التشابه في التحليل دلالات عديدة سوف نكشف عنها في الفصول القادمة. كما يدرس هوسرل فعلاً آخر للوعي يسميه «الاستباق» (Protension)، أي توقع بشكل لموضوع من خلال إدراك جانب واحد منه، مثل توقع أن يكون الجانب الخلفي من الكرة كروي مثل الجانب الأمامي، أو أن يكون للجانب المختفي نفس لون الجانب الظاهر. هذا بالإضافة إلى فعل ثالث للوعي وهو الخيال Imagination، أي القدرة على استحضار شئ في الخيال غير حاضر أمام الحواس، وهو ما سبق ظهوره عند كانط في حديثه عن ملكة المخيلة الترانسندنتالية ودورها في إعادة تمثل الموضوع في غيابه.
والوعي عند هوسرل فعل ولا يظهر إلا في صورة فعل أو نشاط أو وظيفة أو حركة؛ فهو عنده متحرك دائماً وليس ملكة ذات وظيفة ثابتة محددة، وهذا ما أدى بهوسرل إلى القول باختلاف بينه وبين كانط، لأن الوعي عنده ليس ملكة على شاكلة الملكات المعرفية الكانطية؛ ولا يقسم هوسرل الوعي إلى ملكات متمايزة كما فعل كانط، وهذا ما دفع هوسرل إلى الحكم على نظرية كانط في المعرفة بأنها ذات نزعة سيكولوجية لأنها ترد المعرفة إلى ملكات في الذهن البشري (). لكن الحقيقة أن كانط قسم العقل الإنساني إلى ملكات على سبيل الشرح والتقريب وكطريقة في عرض نظريته في المعرفة التي اختلفت عن سابقاتها وكأسلوب مبسط في تقديم الأفكار وفي التحليل، ذلك لأن كانط لم يعالج أبداً ملكات المعرفة على أنها أعضاء فسيولوجية في الذهن. وعندما نتجاوز الاختلاف بين ملكات المعرفة عند كانط وأفعال الوعي عند هوسرل ونركز على التحليلات العينية للمعرفة عند كل منهما سوف يتضح مدى التقارب.
ويتضح تحليل هوسرل لأفعال الوعي من محاضراته التي لم تنشر في حياته بل بعد وفاته بفترة، وهي محاضرات بدأها هوسرل فور انتهائه من إصدار الجزء الثاني من «أبحاث منطقية» سنة 1901. وتنقسم هذه المحاضرات إلى تحليل فينومينولوجي للوعي بالزمان الداخلي بدأها سنة 1905، وتحليل لكيفية إدراك الشئ والمكان بدأها 1907، ودراسة للأسس الفينومينولوجية للمنطق بدأها سنة 1920 واستمر فيها حتى 1928، وهذه الدراسة الأخيرة هي التي جمعت بعد وفاته في كتاب بعنوان «الخبرة والحكم» سنة 1938.
يذهب هوسرل في «الخبرة والحكم» إلى أن إدراكي للشئ ليس تلقياً سلبياً بل هو نتيجة لأنني أحدد هوية هذا الشئ باعتباره شيئاً واحداً، إذ أستطيع أن أراه من عدة جوانب ومن منظورات مختلفة. إدراك الشئ إذن يتضمن أفعالاً مختلفة: تجميع جوانب الشئ معاً، واسترجاع إدراكاتي المختلفة له في أزمنة سابقة، وتجميعي لحالاته المختلفة التي يتغير فيها عبر أزمنة عديدة. ويشير هوسرل بذلك إلى أن التعرف على شيئية الشئ، أي التعرف على كونه جسماً مادياً ذا أبعاد هندسية، يعتمد على قدرتنا على مشاهدته من عدة زوايا وعبر أزمنة مختلفة. أفعال الوعي إذن هي التي تؤسس الوعي بشيئية الشئ. لكن هذه الأفعال يقوم بها الوعي بتلقائية وهو غير واع بها:
إن الوعي الساذج، من خلال جميع المدركات الحسية ودرجاتها التي يظهر بها موضوع الإدراك، يتوجه ناحية الموضوع نفسه: الموضوع الذي يُظهر نفسه في الإدراك الحسي على أنه كذا وكذا. هذا الوعي ليس شاعراً على الإطلاق بأن موضوعه المعطى في هذه الصفات الحسية هو في حد ذاته إنجاز، إنجاز عقلي من الدرجة الدنيا. ولذلك فإن هذا الوعي سوف يجد نفسه مجبراً على النظر إلى الإدراك الحسي على أنه توجه سلبي". لأنه لا يعلم أن الإدراك الحسي نفسه إنتاج، إذ ينتج موضوعه ذاته.
ونلاحظ في التحليل الأخير للنص السابق أنه يتشابه مع تحليل كانط للتركيب القبلي لموضوعات الإدراك الحسي والموجود في استنباط الطبعة الأولى وفي «المبادئ التركيبية للفهم الخالص»، وخاصة تحليله لمسلمات الحدس واستباقات الإدراك.
ويُحسب لهوسرل أنه برع في وصف أفعال الوعي بدقة متناهية وتفصيل كبير بصورة لا نجدها لدى كانط، إذ اكتفى كانط بتقديم صورة عامة شاملة لأفعال الوعي ولم يتوسع فيها بقدر توسع هوسرل، إذ كان هدفه الأساسي إثبات الإمكانية القبلية للخبرة كي يحكم على الميتافيزيقا التقليدية بأنها لا تتفق مع الشروط القبلية للخبرة الإنسانية. وتتضح دقة تحليلات هوسرل في توضيحه كيفية دخول الموضوع الفيزيائي للوعي. ذهب هوسرل إلى أن الموضوع الفيزيائي يحصل على هويته كموضوع، أي باعتباره جسماً ممتداً يشغل حيزاً مكانياً وحائزاً على جوهر وأعراض بفضل وجود أفعال قبلية في الوعي قادرة على التعرف عليه وعلى جوهريته وأعراضه، أي على خواصه المختلفة ووحدته وراء تغير هذه الخواص، ذلك لأن الإدراك الحسي ينطوي على قيام الوعي بأفعال التذكر والاستعادة لمدركات حسية سابقة، وكذلك على قدرة على جمعها والدمج بينها.
أفعال الوعي عند هوسرل تنتج مضمونها، وهي لا تستقبل الموضوع المحسوس لأنه هو نفسه منتج من قبل الوعي. الوعي لا يستقبل إلا الانطباعات، أما الشئ نفسه بموضوعيته وأحواله فهو من إنتاج الوعي. ذلك لأن العلاقة بين مادة الإدراك المكونة من انطباعات والموضوع المدرك هي علاقة جزء بكل، وتجميع الأجزاء للحصول على كل هي وظيفة أفعال الوعي ()، كما أن مادة الإدراك باعتبارها جزئيات لا تحصل على هويتها باعتبارها كذلك إلا في علاقتها بالكل الذي ينتجه الوعي.
وفي هذا السياق يميز هوسرل بين ثلاثة عناصر: المادة Hyle، والشكل Morphe، وفعل الوعي Noesis. وبعد أن يوضح هوسرل نظرية أرسطو في علاقة المادة بالشكل أو الصورة يذهب إلى أن العنصرين من فعل الوعي، وكذلك التمييز بينهما (). فمادة الإدراك ليست مدركة موضوعياً قبل انعكاس الوعي على ذاته من أجل أن يشعر بفعله المعرفي، أي قبل الكوجيتو؛ ذلك لأن مادة الإدراك الحسي ليست معطاة بالكامل وبصورة تامة في الإدراك الحسي نفسه. يقول هوسرل:
«ليست لدنيا نية للقول بأن المضمون المادي.. حاضر في الخبرة الحسية بالطريقة التي يحضر بها في الخبرة [الواعية الممتلكة للوعي بالأنا أفكر]، إنه حاضر في الخبرة الحسية باعتباره حقيقياً، لكنه لم يكن مُدرَكاً [فيها] بطريقة موضوعية [باعتباره منتجاً من قبل الوعي].»
يريد هوسرل القول بأن الشكل والمضمون باعتبارهما عنصرين للوعي مدركين من قبل الوعي الدارس لا الوعي المدروس، الوعي الممتلك للأنا أفكر؛ إنهما تجريدان وتمييزان لا يستطيع القيام بهما إلا الباحث الفينومينولوجي، وذلك بسبب كونهما عاملين على مستوى الإدراك الحسي بصورة تلقائية غير واعية، أما الباحث الفينومينولوجي فهو الذي يكتشفهما باعتبارهما نتاجين لأفعال الوعي.

### الحدس المقولي
تتمثل إحدى نتائج التحليل الفينومينولوجي عند هوسرل في اكتشاف أن الكلي ليس تجريداً يقوم به العقل بناء على تعميم إدراكات حسية مختلفة كما تذهب المذاهب التجريبية والإسمية، وأن الكلي حاضر في الخبرة الحسية ذاتها. ويسمي هوسرل حضور الكلي في الخبرة الحسية «الحدس المقولي» (Categorial Intuition)، وهو بذلك يميزه عن الحدس الحسي (Sensual Intuition) الذي يقتصر دوره على تلقي الانطباعات الحسية. تمتد معالجة هوسرل للحدس المقولي عبر جميع مؤلفاته ومحاضراته، إذ نجده منذ «أبحاث منطقية» (1900-1901) وحتى «الخبرة والحكم» (1939). سوف نعالج الحدس المقولي عند هوسرل في ثلاثة عناصر. العنصر الأول نوضح فيه العلاقة بين الحدس المقولي والحدس الحسي، والعنصر الثاني نوضح فيه كيف يبرر هوسرل مفهوم الحدس المقولي بالقول بأن في الإدراك الحسي فائضاً في المعنى لا يمكن أن يرجع إلى الحدس الحسي وحده وبالتالي يتطلب منا الاعتراف بوجود حدس آخر هو الحدس المقولي، والعنصر الثالث نعود فيه لتوضيح أن الحدس المقولي نفسه ليس منفصلاً تماماً عن الحدس الحسي بل هو مستوى في الوعي متضمن فيه.

#### الحدس الحسي والحدس المقولي
الحدس المقولي عند هوسرل هو القدرة على إدراك العام والكلي المتضمن في المحسوسات في عملية الإدراك الحسي. يذهب هوسرل إلى أن هناك فرقاً بين إدراك اللون الأحمر باعتباره لوناً جزئياً متصفاً به شيئاً مفرداً، وإدراك اللون الأحمر باعتباره أحمراً بوجه عام، باعتباره نوعاً؛ إدراك اللون الأحمر في شئ معين يختلف عن إدراك كون الأحمر لوناً، أو نوعاً يندرج تحته أفراداً عديدين أو أشياء كثيرة تتصف باللون الأحمر. ويذهب هوسرل إلى أن هذا التمييز هو تمييز مقولي، لأنه ليس تمييزاً بين مدركات حسية بل تمييز بين النوع وأفراده. هناك إذن شيئان: تمييز مقولي وحدس مقولي: التمييز المقولي هو الذي يجعلنا ندرك أن هناك فروقاً بين نوع وأفراده، والحدس المقولي هو إدراك ما هو مقولي في الجزئيات، والحدس المقولي هذا يسميه هوسرل أيضاً الوعي بالكلي. لكن يقول هوسرل بعد ذلك عن التمييز المقولي إنه: «يتصل بالشكل الخالص للموضوعات الممكنة للوعي». وهذا جانب كانطي واضح تماماً، فعلى الرغم من جدة التحليلات الفينومينولوجية التي يأتي بها هنا إلا أنه لا يزال ينظر إلى اكتشافاته الفينومينولوجية في إطار كانطي، إطار سؤال الإمكان الكانطي ونطاق القبلي الذي يجعل الوعي بشئ أو معرفته ممكنة.
كما يعني الحدس المقولي عند هوسرل أن الكليات تشاهد أو تحدس في الإدراك الحسي نفسه. ففي إدراكنا لكرسي أحمر ندرك أن الأحمر هذا لون تتصف به أشياء كثيرة غير الكرسي، وبالتالي ندرك أن الكرسي يتصف بشئ كلي وأنه جزء من مجموع ما يضم الأشياء المتصفة باللون الأحمر. الكل أو الماهية تحدس مع الجزء أو موضوع الإدراك الحسي، فهي مصاحبة له. والملاحظ أن الوعي الفينومينولوجي فقط هو الذي يستطيع أن يعرف، بالتحليل الفينومينولوجي، هذه الظاهرة. أما الوعي العادي أو الطبيعي فلا يعرفها. إدراك الجزء هو المناسبة أو الظرف الذي يمكننا من حدس الكل. ويضيف هوسرل أننا نستطيع أن نجرد من الكرسي أشياء كثيرة، أي أجزاء مكونة له مثل الأرجل ونستطيع تصوره بدونها، لكننا لا نستطيع أن نجرده من لونه. اللون شئ كلي بمعنى أنه جوهري وضروري وماهوي، أي داخل في ماهية الشئ. ماهية الشئ وجوهريته أن يكون حائزاً على لون، ولا يمكن تصور أو إدراك شئ بدون لون. اللون إذن هو الكلي أو الماهوي المدرك في إدراك حسي مع الأجزاء الأخرى.
ويذهب هوسرل إلى أن هناك علاقة تبادلية بين الإدراك الحسي والحدس المقولي، فالاثنان يؤسسان بعضهما البعض: حدس المقولة هو الذي يمكِّن الإدراك الحسي من معرفة ملامح وصفات وأجزاء الشئ بما أن هذه الأجزاء ليست مستقلة بل هي أجزاء لكل، وكذلك الإدراك الحسي هو الآخر يؤسس الحدس المقولي بما أن هذا الإدراك الحسي هو الذي يعطي الأجزاء التي يظهر فيها الكل للحدس المقولي. لقد اقترب هوسرل من هيجل هنا بالضبط في إدراكه أن هناك علاقة تبادلية قوامها التأسيس المتبادل بين الإدراك الحسي والحدس المقولي، وهذا بسبب العلاقة التبادلية التي كشف عنها هيجل بين الكل والأجزاء. الكل يدركه حدس مقولي والأجزاء يدركها إدراك حسي. إلا أن هوسرل يفهم مغزى هذه العلاقة التبادلية فهماً كانطياً على أن الحدس المقولي هو الذي يؤسس ترانسندنتالياً وقبلياً الإدراك الحسي، وهذا هو الهاجس الكانطي لديه.
هناك فرق بين المقولي (Categorical) والمقولة. المقولي هو السابق على المقولة، إنه مقولة أولية أو مبدئية، وتعبر أدوات الإشارة عنه مثل فعل الكينونة «هو» is، وكون الشئ موجوداً being و«هذا» this، بالإضافة إلى أدوات الفصل والتمييز مثل «لكن» but و«أو» or. هذه الأدوات اللغوية كلية لأنها تستخدم في كل الحالات التي نقابلها، وكليتها هذه تشير إلى أفعال معرفية قبل مقولية، أي سابقة على التجسد في مقولة، ذلك لأنها تعبيرات أولية عن مقولات الجوهر والزمان والمكان والسببية والضرورة والإمكان. ويكشف استخدام هذه الأدوات في لغة الإدراك الحسي عن أن للمقولة حضور في الحس في مستوى أولي سابق على ظهور المقولة ذاتها للفكر. هذا المستوى المقولي لا ينتمي كلية إلى الذات ومقتصر عليها بل ينتمي إلى الموضوع ذاته، وليس فعلاً للوعي، لأننا إذا حللنا الوعي سنجد أن به أفعالاً مثل الحكم والإدراك والتخيل والتذكر، والمقولي لا ينتمي إلى هذه الأشياء بل ينتمي إلى الموضوع ذاته، وهذا عكس التجريبية الإنجليزية وكانط والمثالية الألمانية التي ذهبت إلى أن هذا المقولي غير موجود في الإدراك الحسي وبالتالي فهو ذاتي وهو نتيجة للحس الداخلي أو الانعكاس على الذات. ويذهب هايدجر إلى أن الفينومينولوجيا تقوم بثورة كبيرة عندما تضع هذا المقولي في الحدس وفي الموضوع ذاته لا في الذات أو في الانعكاس على الذات.
ويذهب هوسرل إلى أن الإدراك الحسي ليس تلقياً سلبياً للإحساسات من الخارج بل يتضمن إحضار الموضوع إلى الوعي والمشاركة في تأسيسه باعتباره موضوعاً، بمعنى أن الإدراك الحسي لشئ يتضمن إدراكه من جميع جوانبه مع معرفة كونه واحداً، فعلى الرغم من أنني أشاهد بيتاً من عدة زوايا إلا أنني أعرف أنه بيت واحد لا عدة بيوت، فاختلاف المنظورات لا يؤدي إلى اختلاف الشئ المدرك بل هناك وعي بهوية واحدة للشئ المدرك من عدة منظورات، وكذلك بالنسبة للأوقات المختلفة التي أدرك فيها الشئ فأنا لا أدرك أشياء متعددة بل شيئاً واحداً في أزمنة مختلفة. هذا الإدراك الحسي إذن يتضمن الوعي بحضور الشئ ودوامه وهويته وهي أشياء لا أحضرها أنا من عندياتي بل هي متضمنة في إدراكي للأشياء.
والحدس المقولي عند هوسرل مباشر مثل الحدس الحسي تماماً، ذلك لأننا في إدراكنا لكرسي أصفر لا ندرك الكرسي أولاً في حد ذاته ثم الأصفر أو كون لونه أصفر أو العكس، ثم نربط بين الاثنين ونحصل على علاقة الكرسي بلونه كونه كرسياً أصفر، بل نحن ندرك العلاقة مباشرة، لا ندرك عناصر الإدراك الحسي منفصلة ثم نركبها بل ندرك الموضوع مركباً وفي علاقاته دفعة واحدة (). الإدراك الحسي إذن يتضمن فعلاً تركيبياً تلقائياً يحدس مباشرة وبلا توسط. هذا بالإضافة إلى كون لون الكرسي أصفر هو جزء، أما إدراك الكرسي ذاته فهو كل، ذلك لأننا يمكن أن نتصور الكرسي بدون اللون الأصفر، كما أن اللون الأصفر ليس داخلاً في ماهية الكرسي الذي ندركه ولذلك فاللون الأصفر جزء من كل. لكننا في إدراكنا للكرسي لا نميز بين كل وجزء وعلاقة بينهما بل ندرك الظاهرة كلها في عموميتها. لكن الإدراك الحسي يستطيع أن يعرف كل ذلك، ويعرف أن ما يراه مكون من موضوع ومحمول أو كل وجزء.
إن المرء عندما يدرك بيتاً مثلاً لا يدرك جزئياته وتفاصيله أولاً بل يدركه دفعة واحدة في كليته وباعتباره كلاً، يدرك نوعه (Species) مباشرة، وهذا هو الحدس المقولي باعتباره إدراكاً للكلي أو المقولي الذي تتم صياغته بعد ذلك في صورة مقولات. وعندما نرى كرة حمراء مثلاً نكون مدركين أن هذا اللون هو لون لأشياء كثيرة غير هذه الكرة. ندرك مباشرة لكن بصورة ضمنية أن الكرة تتصف بشئ كلي، مقولي، ولا ندرك مثلاً أن هذه الكرة فقط هي وحدها الحمراء بل نكون على علم بأن أشياء أخرى غيرها تتصف بنفس اللون، لا لأننا رأيناها بالفعل، بل لأن لدينا حدساً مقولياً، إدراكاً للكلي المتضمن في الشئ، إدراكاً ووعياً بأن الشئ يتصف بكليات وبأن صفاته كلية أو مقولية.

#### فائض المعنى
يذهب هوسرل إلى أن هناك فرقاً بين التعبيرين: الورقة البيضاء، وهذه الورقة بيضاء. التعبيران متساويان من وجهة نظر الإدراك الحسي، فهما يشيران إلى موضوع واحد، إلا أن التعبير الثاني يحتوي على فائض في المعنى Surplus of Meaning. هذا الفائض في المعنى يتمثل في أن الورقة تنتمي إلى كل الأشياء البيضاء أو تتصف بالبياض الذي تتصف به أشياء أخرى كثيرة، تتصف بصفة عامة أو بكلي، وهذا الكلي هو الفائض الذي يفيض عن الإدراك الحسي للورقة ولأي شئ جزئي يتصف بالبياض (). هذا الفائض في المعنى هو الذي يؤدي بهوسرل إلى القول بالحدس المقولي، لأن فائض المعنى يعني أن الإدراك الحسي لشئ جزئي لا يستوعب المعنى بالكامل، فهناك إدراك من نوع آخر فوق الإدراك الحسي هو الذي يمكننا من إدراك الكلي أو معرفة المعنى الكامل وهو الحدس المقولي. المعنى يكون فائضاً بالنسبة للإدراك الحسي فقط، وهذا يشير إلى أن لكلية المعنى الكامل نمطاً آخر في الإدراك غير الإدراك الحسي وهو الحدس المقولي.
من المُلاحظ أن هوسرل عندما يتحدث عن الحدس المقولي يذهب إلى أن الحدس الحسي يدرك فائضاً في المعنى Surplus وهذا الفائض في المعنى يستوعبه الحدس المقولي لا الحدس الحسي، وعندما يتحدث عن الوعي الخالص يتناول الوعي التجريبي ويمارس عليه الإبوخية والرد ويذهب إلى أن نتيجة الإبوخية ظهور متبق Residue وهذا المتبقي من الوعي التجريبي الممارس عليه الإبوخية هو الوعي الخالص. هناك إذن مفهومان يستخدمهما هوسرل في تأسيس مبادئ الفينومينولوجيا ومفاهيمها الأساسية: الحدس المقولي والوعي الخالص، وهما فائض المعنى والمتبقي. فائض المعنى يظهر في الأبحاث المنطقية، والمتبقي يظهر في “الأفكار”. إذا قارنا بينهما سنكتشف أنهما يعبران عن معنى واحد: الفائض Surplus هو المتبقي Residue.
وعلى الرغم من أن هوسرل قد أسهب في شرح فكرته عن الحدس المقولي في كتابين هما «الأفكار» و«تأملات ديكارتية»، إلا أن أبحاثه الفينومينولوجية في المنطق والزمان الداخلي والمكان هي التي تكشف عن نظرية الحدس المقولي في الممارسة وأثناء العمل، وذلك لأن «الأفكار» و«التأملات» ما هي إلا بيانات وتقارير نظرية عن الأبحاث الفينومينولوجية التي تمت بالفعل. وبعد أن أتم هوسرل هذه الأبحاث قدم تعريفاً جديداً للفينومينولوجيا في «الأفكار»، فهو يقول: «إن مجال الفينومينولوجيا هو تحليل القبلي الذي يظهر في الحدس المباشر، وتثبيت الماهيات الشفافة مباشرة والصلات الماهوية وإدراكها الوصفي في الوحدة النسقية لكل العناصر strata في الوعي الترانسندنتالي الخالص».
يقصد هوسرل من هذا التصنيف أن القبلي يظهر بالفعل في الحدس المباشر أو الإدراك الحسي وهي نظريته في الحدس المقولي أو الماهوي، كما يقول أيضاً إن الماهيات تستشف مباشرة في الإدراك الحسي وهي نفس نظرية الحدس المقولي. الحقيقة أن ما يقوله هوسرل هنا أن مهمة الفينومينولوجيا هي ما قام به بالفعل في الأبحاث ومحاضرات الزمان، إنه ليس توصيفاً لما يجب أن يكون عليه البحث الفينومينولوجي بل وصف لما تم تنفيذه والقيام به بالفعل، وبالتالي فهذا التوصيف ليس توصيفاً لمهمة الفينومينولوجيا كما يقول لنا هوسرل بل تنظير وامتداد فلسفي لما قام به بالفعل من أبحاث. والحقيقة أن المبادئ الفينومينولوجية التي يتوصل إليها هوسرل هنا توصل إليها هيجل من قبل بطريق آخر غير الطريق الهوسرلي. فالقصدية والحدس المقولي أو الماهوي معان كلها موجودة في الفصل الأول من فينومينولوجيا هيجل، كما أن هيجل في المنطق يعطينا تبريراً لظهور الماهية في صورة ظاهرة. يثبت هيجل بمنهج النقد المحايث كيف يجب أن تظهر الماهية وتتجلى في الظاهر، وهذا عينه هو الحدس المقولي الهوسرلي.
كيف يعرف هوسرل الحدس المقولي؟ كيف يكتشفه؟ يكتشفه بأن يفكر في الحدس الحسي ويعرف أن في الإدراك فائضاً من المعنى لا يُستوعَب في حدس حسي واحد أو كل الحدوس الحسية مجتمعة، وبمعرفته أننا ندرك النوع والكل والعلاقة بينه وبين الجزء والجوهر، كل ذلك مع إدراكنا لشئ واحد، أي مع إدراك حسي لشئ. يتوصل هوسرل من ذلك إلى أنه يجب أن يكون هناك حدس من نوع آخر هو الذي يمكننا من إدراك الكل والنوع والجوهر وهو الحدس المقولي. لكن ما الذي يجعل هذا الحدس المقولي نوعاً مختلفاً عن الحدس الحسي وقائماً بذاته؟ لا شئ في الحقيقة. الحدس المقولي هو في حقيقته وظيفة أو أحد وظائف الحدس الحسي، نوع من الحدس الحسي، ويتضح ذلك من أن هوسرل يقول عن الحدس المقولي إنه هو الذي يؤسس للحدس الحسي ويجعله ممكناً، فإدراكي للكل وللنوع وللجوهر شرط لإدراكي لهذا الشئ المحدد الحاضر أمامي الذي يتصف بأنه جزء من كل أو فرد ينتمي إلى نوع أو جوهر... إلخ. أنا لا أدرك الجزئي إلا لكونه جزءاً من كلي. إدراكي للكلي إذن محايث ومصاحب لإدراكي للجزئي، ولذلك فالحدس المقولي والحدس الحسي شئ واحد. تترتب على ذلك نتيجة هامة وهي أن ما فصله هوسرل إلى حدس حسي وحدس مقولي هو شئ واحد عبر عنه كانط بمجرد الحدس. فإذا حللنا الحدس الكانطي سنجد أنه يحتوي على شروط إمكان هي ذاتها عناصر الحدس المقولي. والدليل على أن الحدس الكانطي ينطوي على الحدس المقولي ما يقوله كانط في "التصورات الخالصة للفهم أو المقولات" والمقارنة بينه وبين هوسرل في هذه النقطة مشروعة تماماً، لأن كانط يبحث عن أصل المقولات ووظيفتها، وهذا ما يناسب الجزء المتعلق بالحدس المقولي عند هوسرل تماماً. يقول كانط "الوظيفة نفسها التي تضفي الوحدة على مختلف التصورات في حكم تضفي أيضاً الوحدة على مجرد تأليف مختلف التصورات في حدس وتسمى بتعبير عام التصور الخالص للفهم (Pure concept of Understanding). التصور الخالص للفهم هو المقولي عند هوسرل، هو الأساس الذي ينتظم بعد ذلك في مقولة. وبالنظر إلى أن المقولة عند هوسرل تُفهم بطريقة منطقية أي وفق وظيفتها المنطقية باعتبارها المحمول في قضية، فإن المقولة عند هوسرل تناظر المقولات في لوحة الأحكام عند كانط في حين أن المقولي السابق على المقولة عنده هو التصور الخالص للفهم عند كانط. والذي جعل هوسرل يفهم المقولة من منطلق وظيفتها المنطقية في الحكم هو تأثره بالكانطية الجديدة.
لكن الجديد الذي أتى به هوسرل هو أنه أدرك أن المقولي مختلط بالحس ومحايث له. بعكس كانط الذي نظر إلى المقولات على أنها أطر قبلية في الذهن تملأ بمادة الإدراك الحسي، ولذلك كان دائماً يتكلم عن تأليف بين الحدوس والمقولات. أما هوسرل فأثبت أن الحدوس الحسية نفسها متضمنة للمقولات. ما نظر إليه كانط على أنه تأليف بين الحدس والمقولة هو نتيجة لأنه فصل بينهما منذ البداية ووضع للحدس الحسي ملكة وللمقولة ملكة أخرى، أما هوسرل فلم يكن بحاجة للحديث عن تأليف لأن المقولي محايث ومتضمن في الحسي، والحكم وفقاً لذلك يأتي للفصل بين المقولي والحسي، الحكم هو فصل من الأصل ur-teil عند هوسرل، وكذلك عند هيجل.
والحقيقة أن كانط كان قد أدرك شيئاً شبيهاً بما توصل إليه هوسرل وهو أن الحدس الحسي يكون حاصلاً على المقولي منذ البداية، بل إنه أشار إلى أن الارتباط بين الحدس الحسي والحدس المقولي وظيفة للمخيلة. يقول كانط "التركيب بعامة هو مجرد فعل للمخيلة، أعني وظيفة للنفس عمياء، إنما لا غنى عنها، ومن دونها لا يمكن البتة أن نحصل على معرفة من أي مكان. "وظيفة النفس العمياء" هذه هي الحدس المقولي الهوسرلي. ولتعبير عمياء دلالة هامة، ذلك لأن كلمة عمياء هنا تعني أن هذه الوظيفة لا شعورية وتلقائية وهي نفس وظيفة الحدس المقولي عند هوسرل. تتمثل فينومينولوجيا هوسرل في الكشف عن هذه الوظيفة العمياء أو اللاشعورية وإحضارها للوعي. الظهور الذي تكشف عنه الفينومينولوجيا هو ظهور الوظائف اللاشعورية العمياء للوعي، وهو الوعي الدارس بصفة خاصة لا الوعى المدروس.
والدليل على أن الحدس المقولي جزء من الحدس الحسي هو أن هوسرل يتوصل إليه من تحليله للحدس الحسي، فمن تحليله للإدراك الحسي يدرك هوسرل أن هناك فائضاً في المعنى وأن الحدس الحسي يعرف الكليات والأنواع والجوهر. الحدس المقولي هو بمعنى أكثر دقة طريقة هوسرل نفسه في إدراك المقولي المتضمن في الحدس الحسي. إدراكي للشئ هو حدس حسي متضمن للمقولي، لكنني لا أدرك المقولي المتضمن في حدسي الحسي بحدس حسي، بل بحدس مقولي، بنوع من الحدس يختلف عن الحدس الحسي يستطيع إدراك المقولي المحايث والمتضمن في الحدس الحسي. الحدس المقولي هو حدس الباحث الفينومينولوجي نفسه والذي يدرك به المقولي المتضمن في الحدس الحسي، ذلك لأن المقولي لا يمكن إدراكه بحدس حسي. والدليل على أن الحدس المقولي وظيفة للحدس الحسي أن هوسرل يصف هذا الحدس المقولي بنفس طريقة وصفه للحدس الحسي، فهو أولاً وأخيراً حدس، أي رؤية ومشاهدة أو نظرة، وفي مواضع أخرى ولدى كثير من المعلقين يسمى الحدس المقولي، والحدس الماهوي كذلك رؤية الماهيات أو رؤية المقولي (Seeing essences / Categorical seeing) والحقيقة أن المقولي يُرى ويُشاهد، ذلك لأنه متضمن في الشئ نفسه، بل هو الذي يجعل إدراك الشئ ممكناً منذ البداية. فعندما أنظر للشئ وأكون على وعي بأنه جزئي ينتمي لكلي وبأنه فرد من نوع أو بأنه جوهر فكأنني أشاهد معه المقولات التي يتكون منها، أشاهد فيه المقولات وهي متحققة. إن إثباتنا هذا لكون الحدس المقولي هو الحدس الحسي أو أحد وظائفه أو شروط إمكانه يفيد في المقارنة مع كانط، ذلك لأن الحدس الحسي الكانطي يكون بذلك هو المنطوي على الحسي والمقولي معاً عن جدارة.
الحدس المقولي، أي إدراك الكلي المتضمن في الجزئي وأن هذا الجزئي منطوٍ تحت كلي أو هو فرد في نوع هو الحدس الحسي ذاته، لكن الحدس المقولي بمعنى إدراك وتمييز وفصل المقولي المتضمن في الحدس الحسي ليس وظيفة الحدس الحسي، لأن الحدس الحسي يدرك شيئاً واحداً فقط، صحيح أنه يعرف أنه فرد في نوع أو جزء في كل أو جوهر، إلا أنه ليس واعياً بذلك. الحدس المقولي هو حدس الباحث الفينومينولوجي الذي يبحث عن المقولي في الحدس الحسي، هو منهجه وطريقته في إثبات أن الكلي والنوع والجوهر متضمن في الحدس الحسي. الحدس المقولي. بمعنى إدراك الكلي المحايث في موضوع الإدراك الحسي هو حدس الباحث الفينومينولوجي نفسه، لا حدس الشخص القائم بالحدس الحسي. وهنا نستطيع القول أن هوسرل يدرس وعيه هو لا الوعي المدروس. الحدس المقولي هو طريقة الباحث الفينومينولوجي في إدراك الكلي المتضمن في الإدراك الحسي، ولذلك فدراسته هي دراسة لوعي الباحث الفينومينولوجي لا للوعي المدروس.

### تضمن الحدس الحسي للمقولات
يذهب هوسرل في كتابه «أبحاث منطقية» في نقده لنظرية المجردات عند هيوم إلى رفض فكرة هيوم القائلة بأن الفكرة لا تدل على الكلي بل على الفردي على الرغم من أنها تبدو كذلك، تبدو كما لو أنها تشير إلى أفراد عديدين، إلا أنها تشير في حقيقتها إلى الفردي لأنها استقيت منذ البداية من الفردي. ويعترض هوسرل ويذهب إلى أن الفكرة إذا كانت تجريداً من الفردي كما يقول هيوم فمعنى ذلك أن يكون الحدس الحسي قادراً على إدراك أفراد عديدين في نفس الوقت واستخلاص الفكرة منهم، لكن هذا لا يحدث، كما أن من طبيعة الكلي أن يشير إلى كل الأفراد المندرجين تحته حتى لو لم يكونوا حاضرين مرة واحدة، إنه يشير إلى أفراد لم يكونوا موضوع حدس حسي أبداً، ولذلك فهو كلي بالأصالة لا مجرد صورة ذهنية عن الأفراد.
يتضح التجديد الذي أحدثه هوسرل على كانط في مفهومه عن الحدس المقولي. ذلك لأن كانط قد فصل فصلاً حاداً بين الحدس والتصور أو المقولة، وجعل لكل منهما ملكة معرفية ومصدراً مستقلاً عن الآخر تماماً، أما هوسرل فقد أوضح أن المقولة هي الأخرى تحدس مع موضوع الإدراك الحسي، أو على الأقل فإن المقولي الذي سوف يتحول بعد ذلك إلى مقولة يحدس مع معطيات الإدراك الحسي. ولهذا السبب فإن الحدس المقولي عند هوسرل هو حدس عقلي كما فهمته المثالية الألمانية. ذلك لأن الحدس المقولي هو إدراك للمعقول في حدس قريب من الحدس الحسي ومختلط به. يقول هوسرل إن المقولي والماهوي أو ما هو معقول يحُدس مع الإدراك الحسي في نفس الوقت، يحُدس عقلياً، وهذا هو الحدس العقلي بعينه. وهوسرل مثله مثل كانط وخاصة في “الخبرة والحكم” يبحث عن أصول الحكم الحملي الذي هو في نفس الوقت بحث في أصول المنطق، والبحث في أصل الحكم الحملي يتحول على يد هوسرل إلى البحث عن الحمل السابق على الحمل المنطقي في الحكم (). نحن نقول مثلاً هذه السبورة سوداء، وسوداء هو المحمول لموضوع هو السبورة. ويقدم هوسرل حله للمشكلة ببساطة بقوله إن السواد كلون واللون ذاته كمقولة تدرك بحدس مقولي مع الإدراك الحسي. الحدس المقولي إذن هو أصل الحكم الحملي، هو وحدة الحدس والتصور أو المقولة عند هوسرل، تماماً مثلما أن الحدس العقلي هو الوحدة الأصلية أو طريقة إدراك الوحدة الأصلية بين الحدس والتصور والفكر والوجود عند المثالية الألمانية. أنكر كانط إمكانية الحدس العقلي من منطلق أن كل حدس، أي كل قابلية سلبية للتلقي Receptivity هو قابلية حسية، والعقل لا يتلقى شيئاً من ذاته ومن تلقاء نفسه بل يستقبل كل ما لديه من الحواس أو ملكة الفهم، العقل عند كانط ليس ملكة متلقية من ذاتها، لا تتلقى المعقولات من الخارج، بل تعمل على تنظيم المعقولات فقط وفق مبادئ. أما هوسرل فإن الحدس المقولي عنده هو الحدس العقلي الذي رفضه كانط، لأن الحدس المقولي عند هوسرل هو قدرة على تلقي واستقبال المقولي، أو ما ينتظم بعد ذلك في مقولة، قدرة على تلقي التصور أو المعقول، وهو ما رفضه كانط وما أثبته هوسرل في الأبحاث، لكن يبقى أمام هوسرل مهمة أخرى أصعب وهي الإجابة عن السؤال التالي: ما الذي يقوم بهذا الحدس المقولي؟ الحدس المقولي ليس من وظائف الحواس، إذن وظيفة من هذا الحدس المقولي؟ يجيب هوسرل على هذا السؤال في «الأفكار»، بقوله إنه وظيفة الوعي الخالص والأنا الترانسندنتالي. كيف؟ بأن يوضح أن للوعى شكل ومضمون، والشكل هو الفعل القصدي والمضمون هو الموضوع المقصود ذلك لأن الوعي الخالص به مضمونين لا مضمون واحد؛ النويس noesis أو فعل الوعي أو مضمون الوعي والنويم noema، والحدس المقولي من وظائف النويس. الحقيقة أن هوسرل قد أسس الفينومينولوجيا الترانسندنتالية بأكملها كما ظهرت في «الأفكار» كإجابة عن أسئلة كثيرة منها: من الذي يقوم بالحدس المقولي، والماهوي كذلك، وما هي الملكة المعرفية التي تقوم بذلك؟ لكن يرتكب هوسرل هنا مغالطة كبيرة، ذلك لأنه يقول لنا إننا نتوصل إلى لحدس المقولي هذا بالإبوخية والردود، في حين أنه هو نفسه توصل إليه بطريق آخر مختلف تماماً وهو طريق الكشف عن فائض في المعنى، ثم البحث عن نوع من الإدراك يستوعب هذا الفائض، ثم محاولته الكشف عن أصل الحمل أو المقولة أو التصور في الحكم، وهي طرق بعيدة تماماً عن الإبوخية والردود، وقريبة من كانط، الذي لا نعثر لديه على الإبوخيه كخطوة منهجية كما عند هوسرل.
والحدس المقولي حدس بالنوع Species. يقول هوسرل في «أبحاث منطقية»: «المعنى العام لمثالية النوع هو موضوع بحثنا الثاني بالإضافة إلى مثالية المعاني التي يهتم بها المنطق الخالص... والمعاني باعتبارها نوعاً (مثالياً) تقابلها أفعال من المعنى»(). النوع عند هوسرل مثالي بمعنى أنه ليس مجرد تجريد أو شئ عام يتم استخلاصه من الجزئيات، ليس مجرد المشترك والعام بين الجزئيات، فوجوده ليس معتمداً على الجزئيات بل العكس، فالجزئي لا يكون جزئياً ويحصل على خصائصه الجزئية إلا لكونه كاشفاً عن مثالي أو كلي أو لكونه عضواً في فئة أو نوع كلي. هذا بالإضافة إلى أن النوع مثالي بمعنى أن إدراكه لا يعتمد على إدراك الجزئي واستخلاص الكلي منه، بل إن النوع يدرك أولياً وقبلياً وعلى نحو مباشر عن طريق حدس مقولي أو ماهوي. أما قوله «المعاني باعتبارها أنواع تقابلها أفعال من المعنى meaning acts» فيعني أن المعاني باعتبارها أنواع مرتبطة بنوع معين من الإدراك أو الوعي ذي طابع فينومينولوجي في الأساس: وعي يدرك أو يعرف المعاني باعتبارها نوعاً، أي كلاً مثالياً. هذا النوع من الوعي هو أيضاً الحدس المقولي أو الماهوي، وهويكشف، فيما بعد في «الأفكار» وما يليها من مؤلفات، عن نوع معين من الوعي هو الوعي المطلق أو الخالص. إن أفعال المعنى Meaning acts هي التي تستطيع إدراك النوع وكليته ومثاليته مع عدم الاعتماد على التعميم من الجزئي.
وفي «المنطق الصوري والمنطق الترانسندنتالي» يقيم هوسرل توزاياً بين الموضوعات المثالية والموضوعات الفردية، ويقصد بذلك القول بأننا نرى بالفعل ونَخبُر الموضوعات المثالية بنفس الطريقة التي نرى ونَخبُر بها الموضوعات المادية في الطبيعة، وكان قبل ذلك قد عقد توازياً بين الموضوع المثالي والمادي، وذهب إلى أن الموضوع المثالي مثله مثل المادي يتجسد في شئ آخر مثل تجسد الفكرة في لفظ أو عبارة، أو تجسد المقولة في قضية أو شكل منطقي. وهو هنا يرد على النزعة السيكولوجية في المنطق، بقوله إن الموضوع المثالي ليس مجرد صورة ذهنية سيكولوجية، بل هو موضوع حقيقي نراه ونخبره باعتباره قائماً هناك في ذاته وفي استقلال عنا تماماً مثلما نخبر ونرى أي موضوع مادي (). وهذا في الحقيقة ما دفع أدورنو إلى القول بأن هوسرل يُصنِّم ويشئ Reify المثال أو الفكرة أو المقولة. ويصل هوسرل إلى حد القول بأننا نتعرف على المثالي أو المقولي في خبرة شبيهة بالخبرة التجريبية، لكن الفرق هنا أن «المثالي لا يتفرد بالنظر إلى زمانية تنتمي له عن أصالة». أي أن المثالي لا يتحدد بالزمان الفيزيائي الطبيعي. والحقيقي أن هوسرل أنهى عبارته السريعة عند هذا الحد، وهي ناقصة، ذلك لأن بقيتها كالآتي: الزمانية التي يتفرد ويتحدد المثالي وفقاً لها هي زمانية الوعي الخالص، الزمان الداخلي أو الحس الباطن الذي تحدث عنه كانط وتوصل إليه هوسرل في محاضرات فينومينولوجيا الوعي بالزمان الداخلي، وقد سبق وأن أوضحنا أوجه التشابه بين كانط وهوسرل حول هذه النقطة والنتائج المترتبة على ذلك في الفصل الثاني.
وفي المنطق الترانسندنتالي يقول هوسرل: «يمكن أن تحصل الموضوعيات اللاواقعية (المثالية) على تعلق (relatedness) فوق ماهوي (extra essential) بالزمان، وبالمثل على تعلق فوق ماهوي بالمكان، وعلى تشيؤ فوق ماهوي reification». وقد سبق لهوسرل أن ذهب إلى أن الموضوعات المثالية لا تتحدد بالزمان الفيزيائي الطبيعي، ومعنى عبارته هذه أن الزمان والمكان الذي سوف ترتبط به الموضوعات المثالية ليس هو الزمان والمكان الفيزيائي الطبيعي، بل الزمان والمكان القبلي الترانسندنتالي بالمعنى الكانطي. ولأن هوسرل يمارس الإبوخية، ويمارسه على نحو أكيد وخاصة على تاريخ الفلسفة السابق عليه، فهو هنا لا يذكر كانط رغم التطابق الواضح، لأن كانط ممارس عليه الإبوخية في هذا التصور الموضوع بين قوسين. كان يجب على هوسرل أن يقول لنا ما هو هذا الموضوع بين قوسين، إلا أنه أخفاه عنا ولم يقل ما هو هذا الموضوع بين قوسين، إذ وضعه ضمناً دون أن يخبرنا أنه فتح قوسين ووضع شيئاً بينهما من الأصل، لقد وضع كانط وفشته وهيجل وكل تاريخ الفلسفة. أما نحن هنا فنحاول فتح القوسين من جديد لإبراز ما أخفاه هوسرل، كما لو أن هوسرل يمارس طريقة إخفاء الملفات بالكمبيوتر .